# Wizerunki książąt i królów polskich

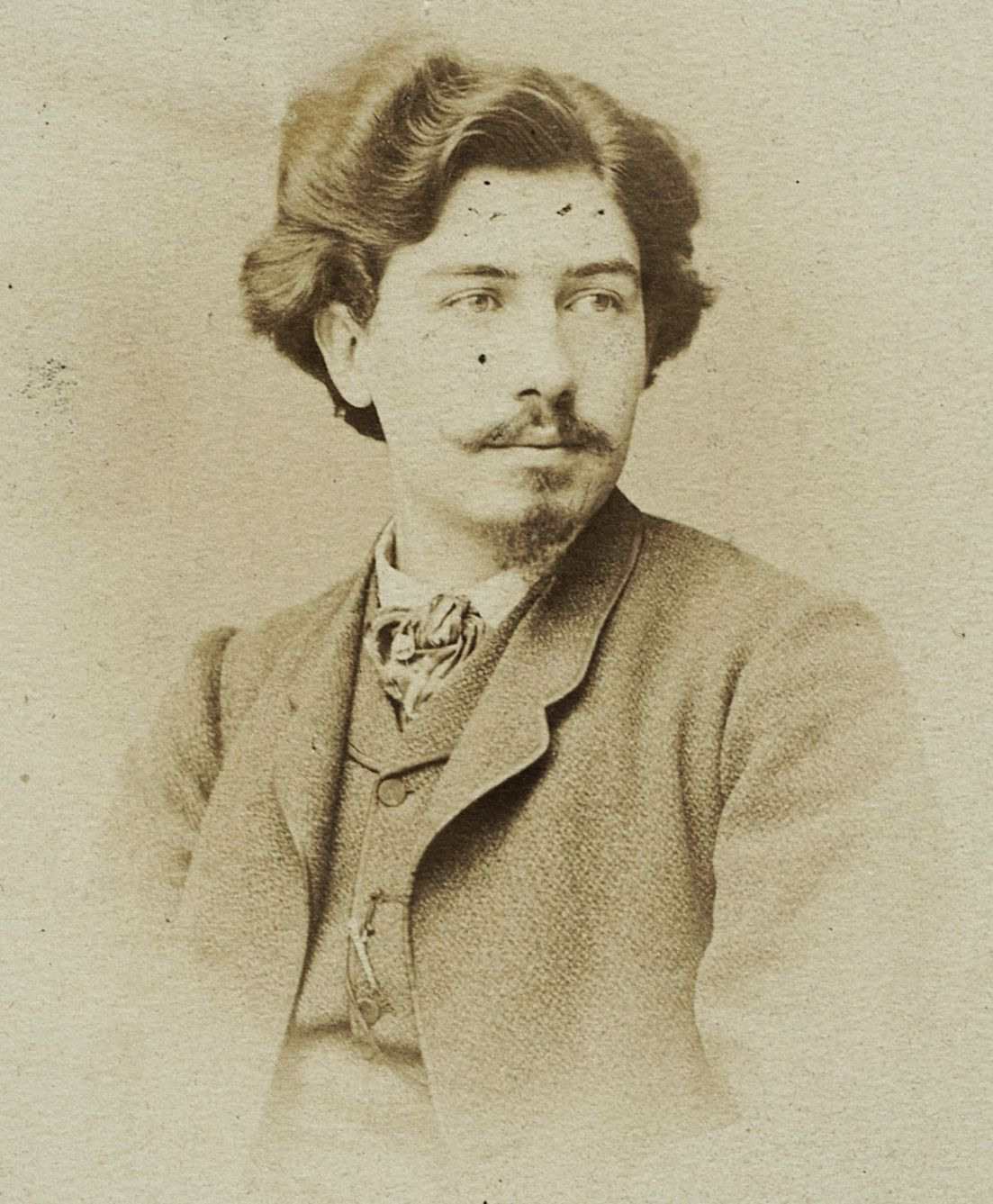
Autor ilustracji Ksawery Pillati

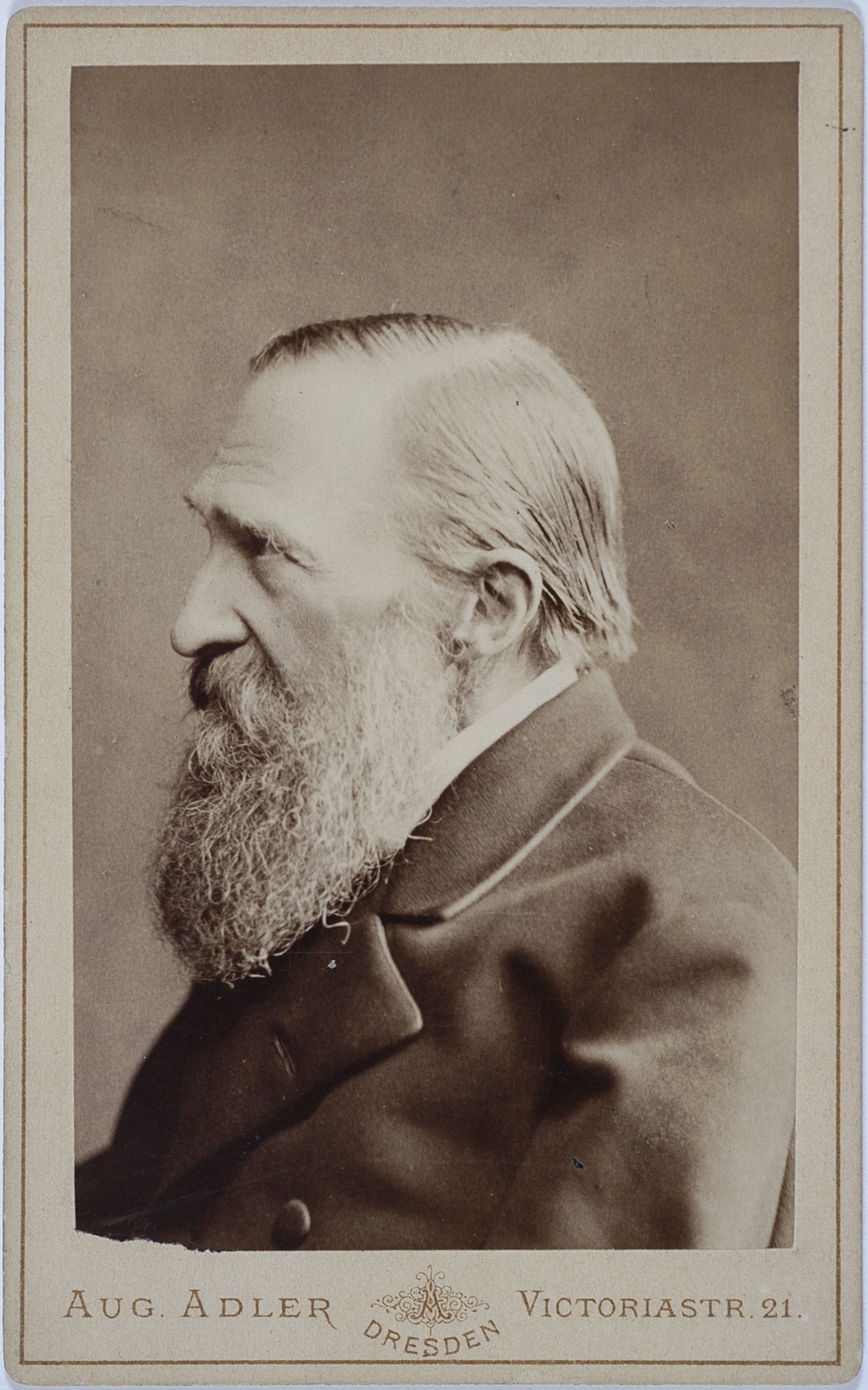
Autor tekstu Józef Ignacy Kraszewski

Wizerunki książąt i królów polskich – książka Józefa Ignacego Kraszewskiego oraz cykl rysunków Ksawerego Pillatiego z 1888, przedstawiający postacie  królów i książąt polskich .

## Historia
Cykl rysunków Pillatiego ukazał się w formie książkowej w 1888 jako dopełnienie wydawnictwa autorstwa Kraszewskiego . Książka zawiera opisy władców polskich napisanych popularyzacyjnym prostym językiem. Ilustrowane inicjały do książki wykonał również inny artysta Czesław Jankowski .
Cykl był kolejnym chronologicznie namalowanym pocztem królów polskich. Wcześniej dzieła o tej tematyce stworzyli także inni malarze: w latach 1768–1771 Marcello Bacciarelli, a później także Aleksander Lesser. Podobnie jak wymienione cykle malarskie również poczet Pillatiego powstał przed pocztem Jana Matejki.

## Galeria

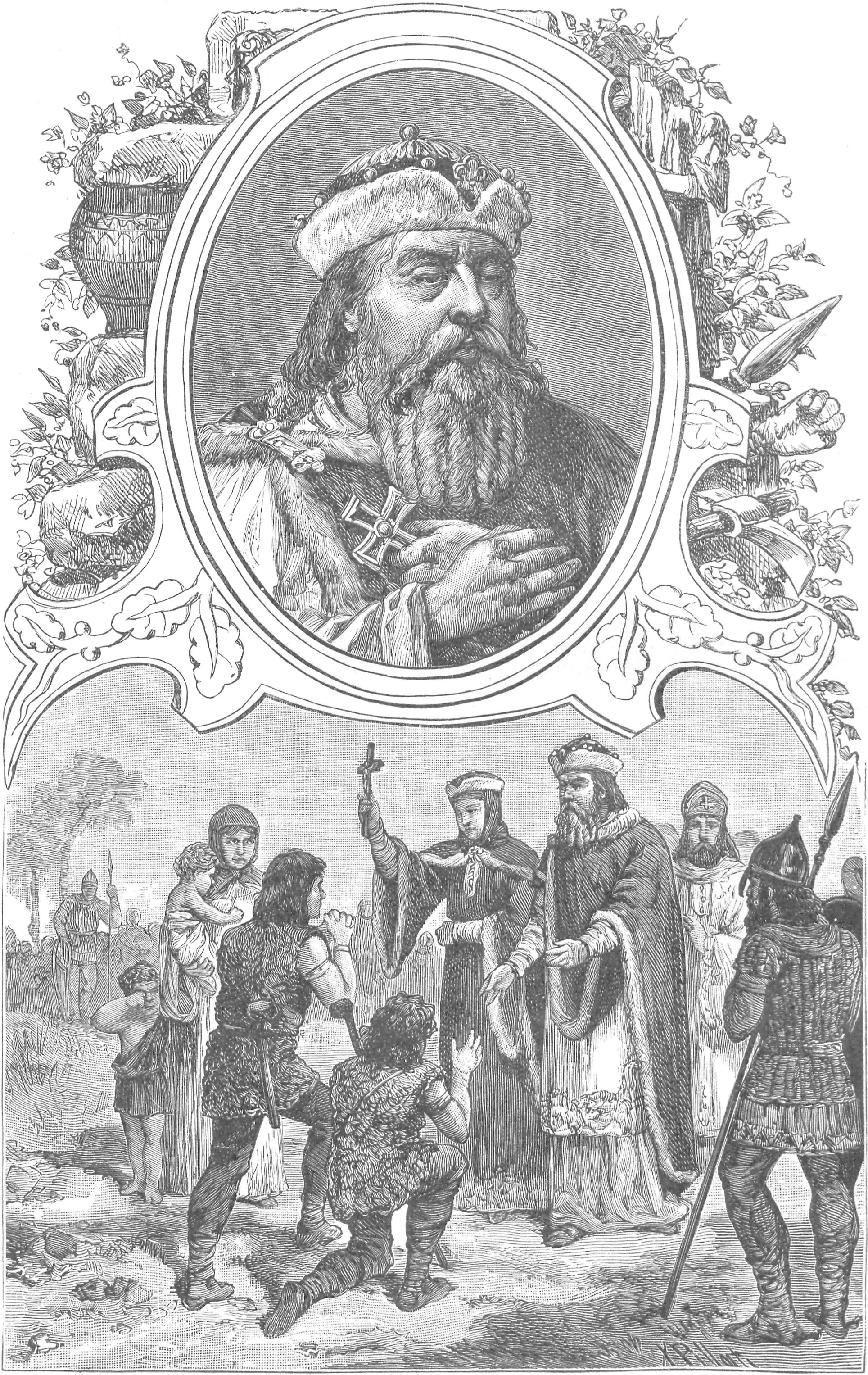
Mieszko I
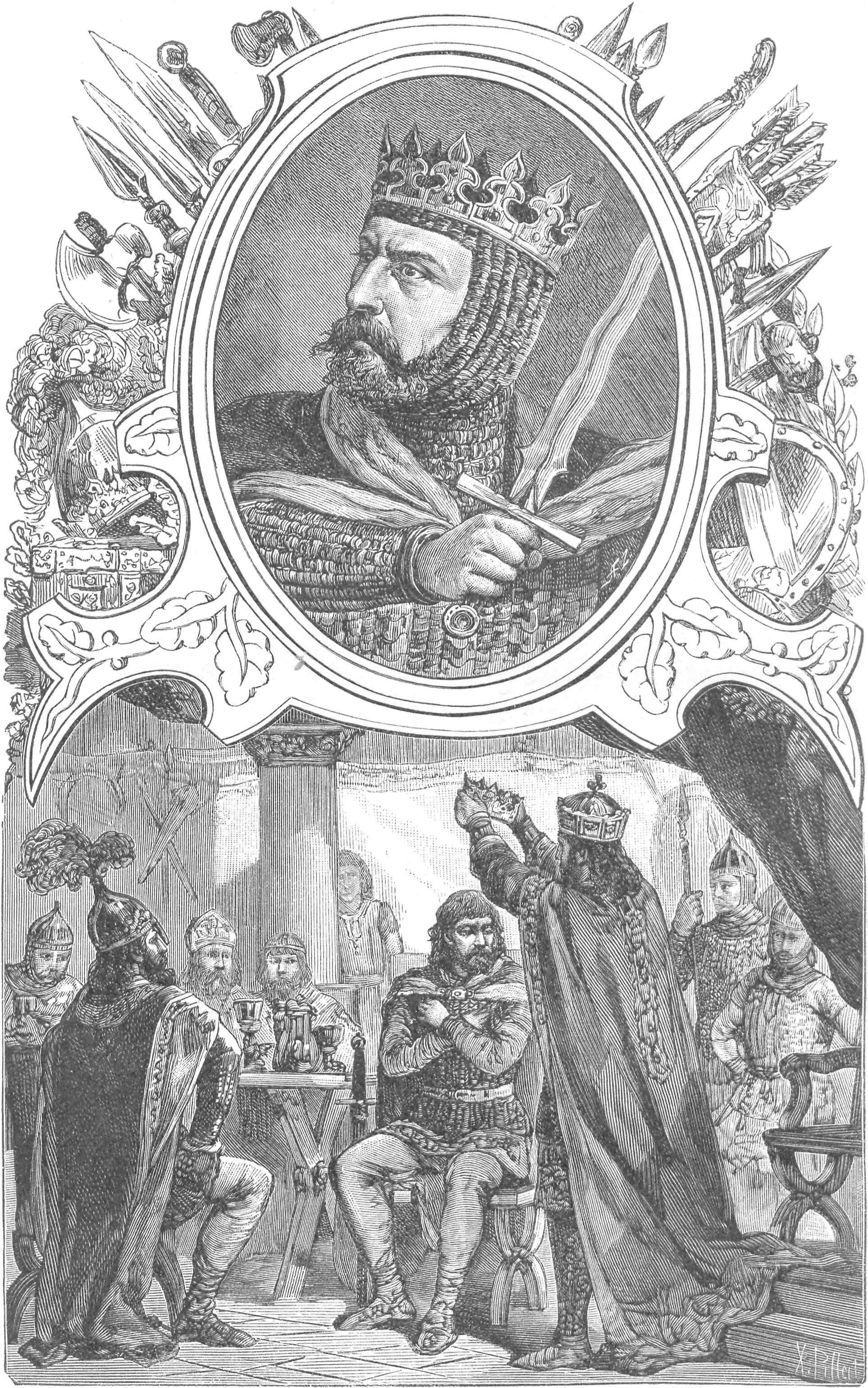
Bolesław I Chrobry
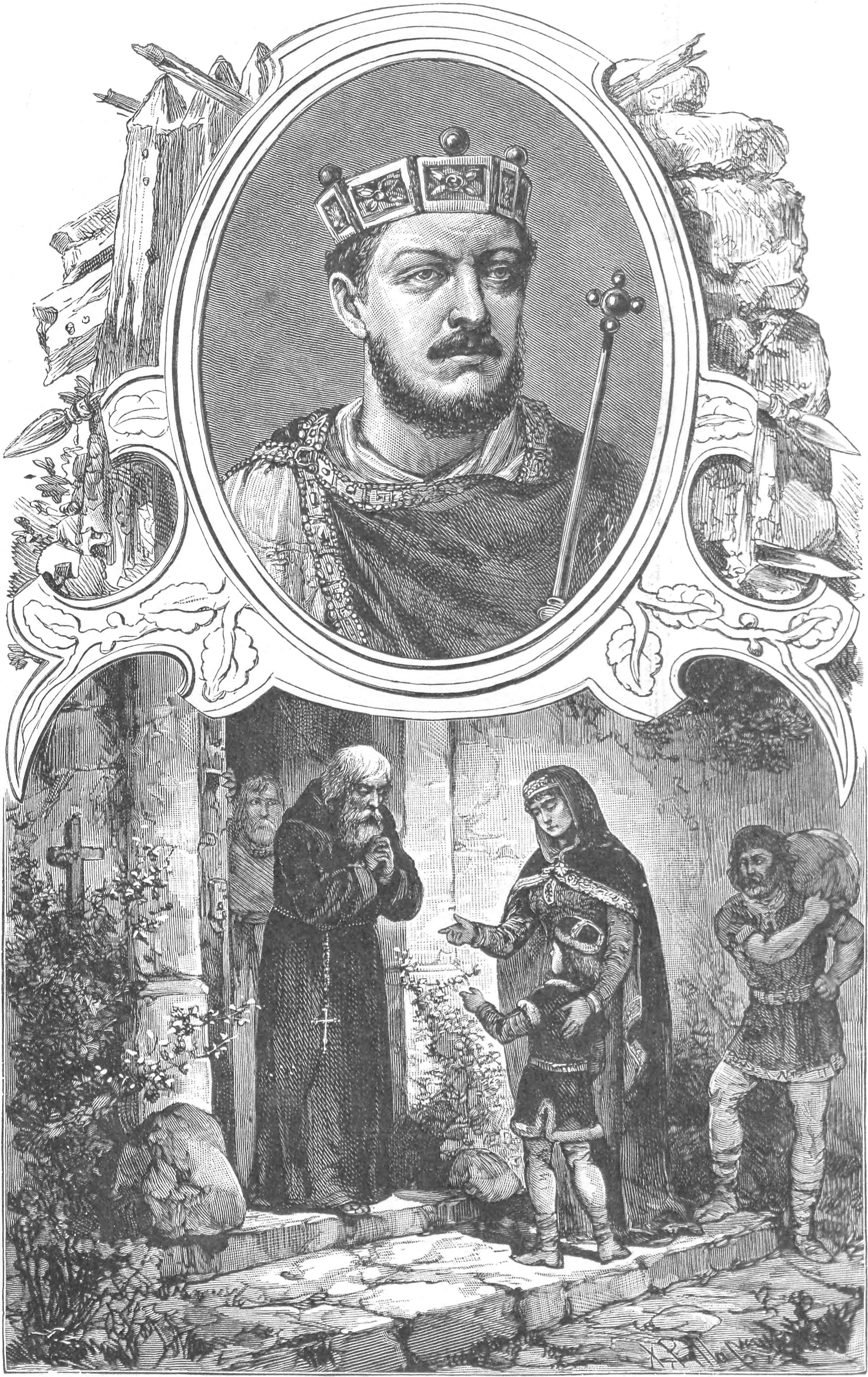
Mieszko II Lambert
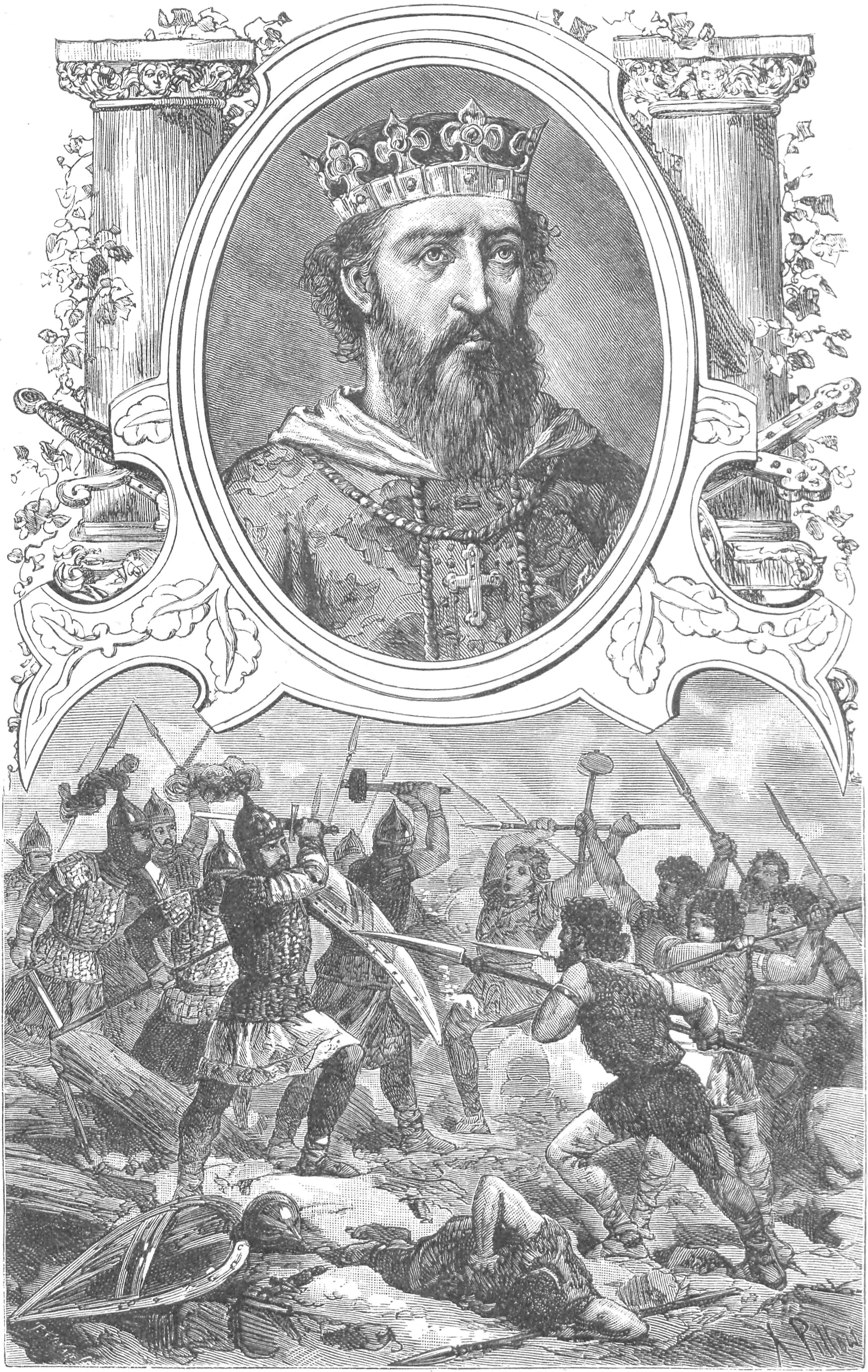
Kazimierz I Odnowiciel
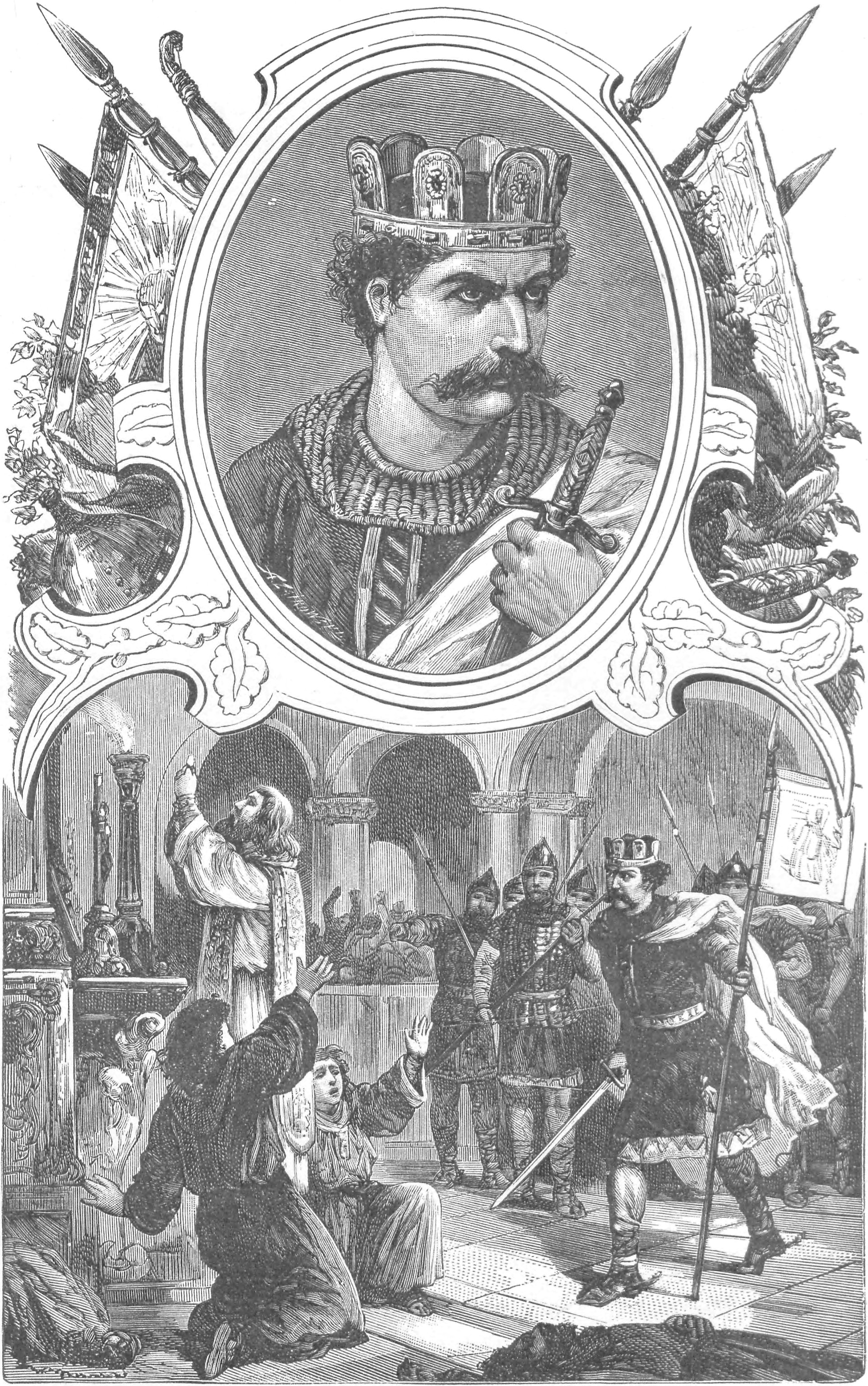
Bolesław II Szczodry
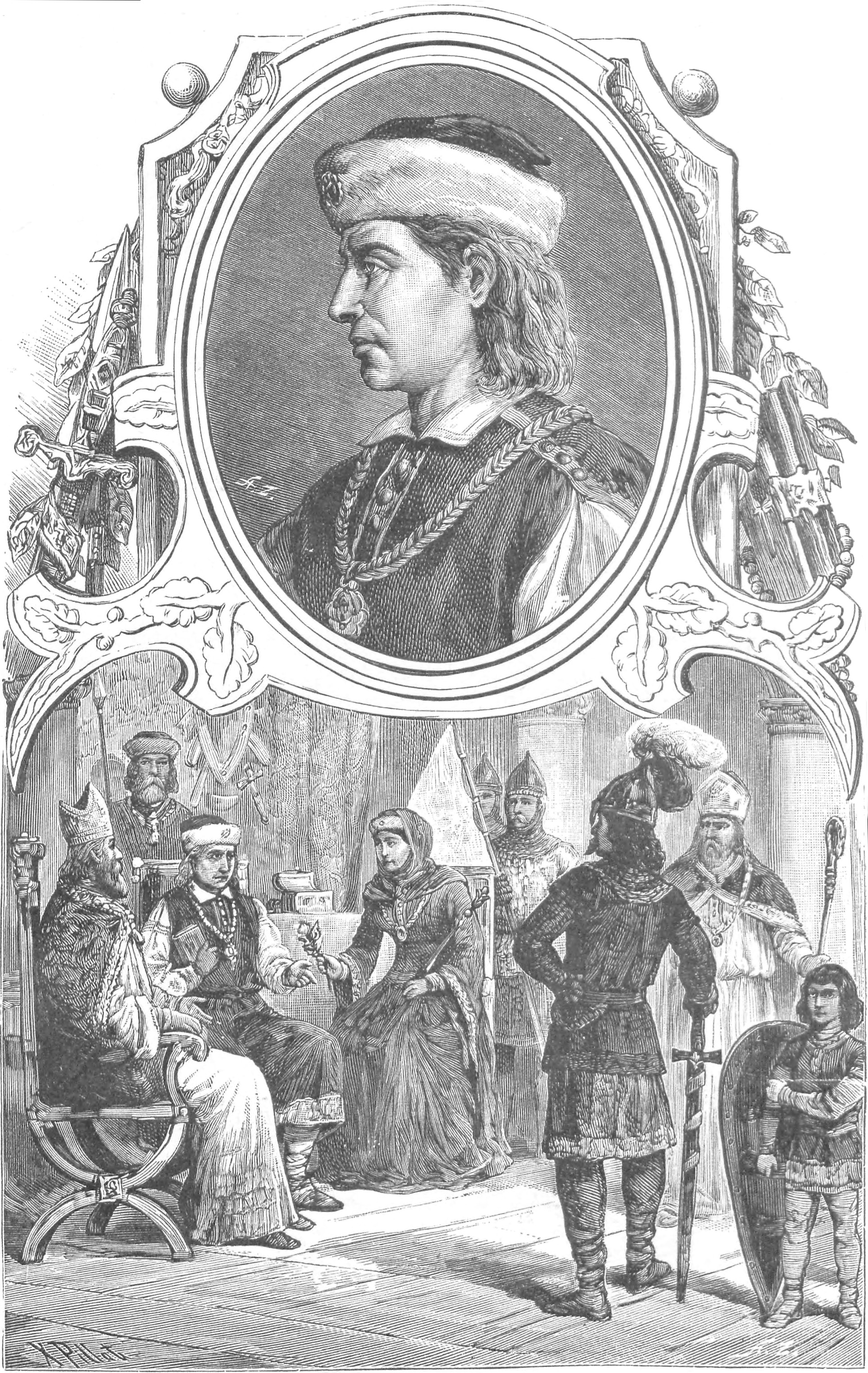
Władysław I Herman
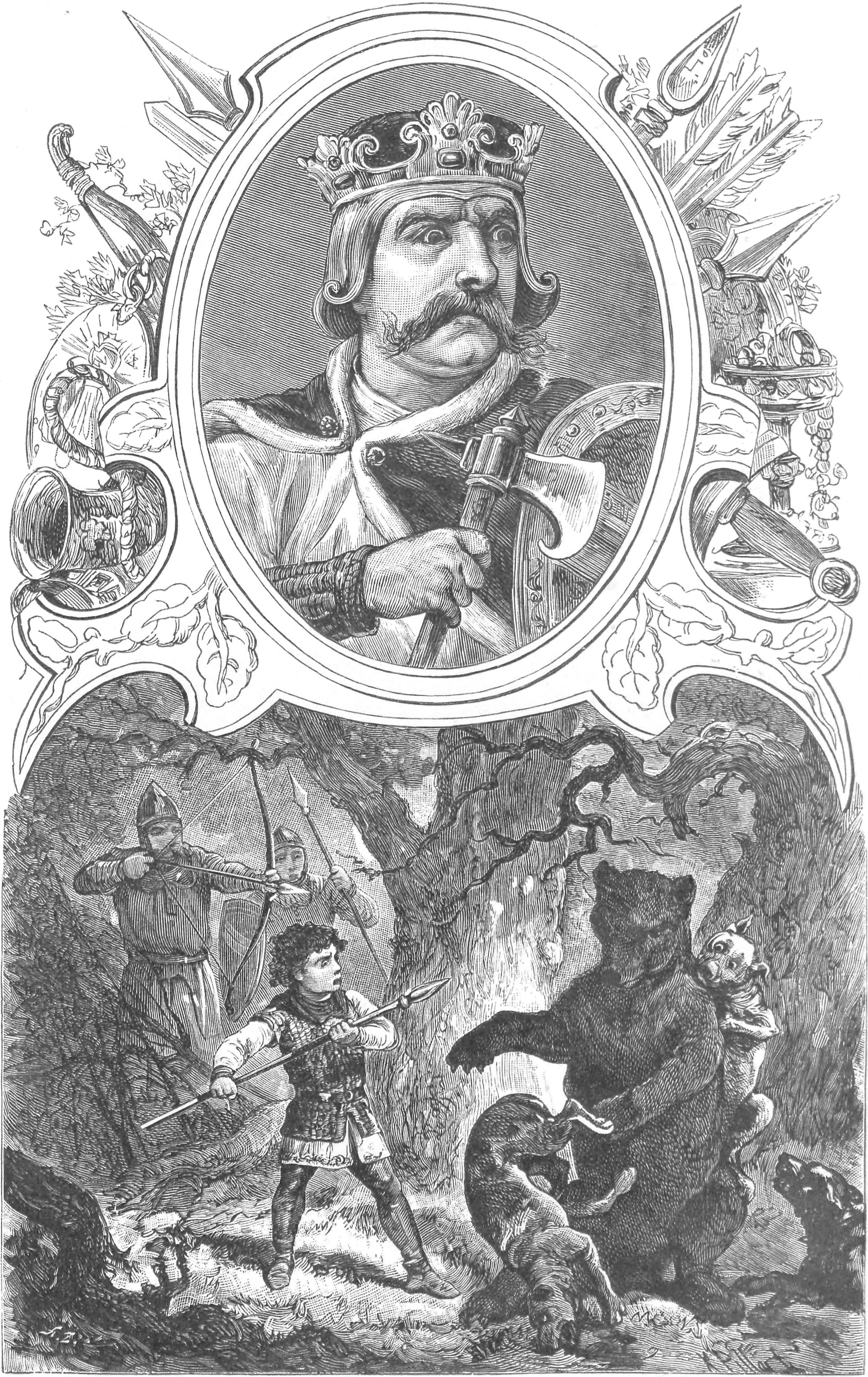
Bolesław III Krzywousty
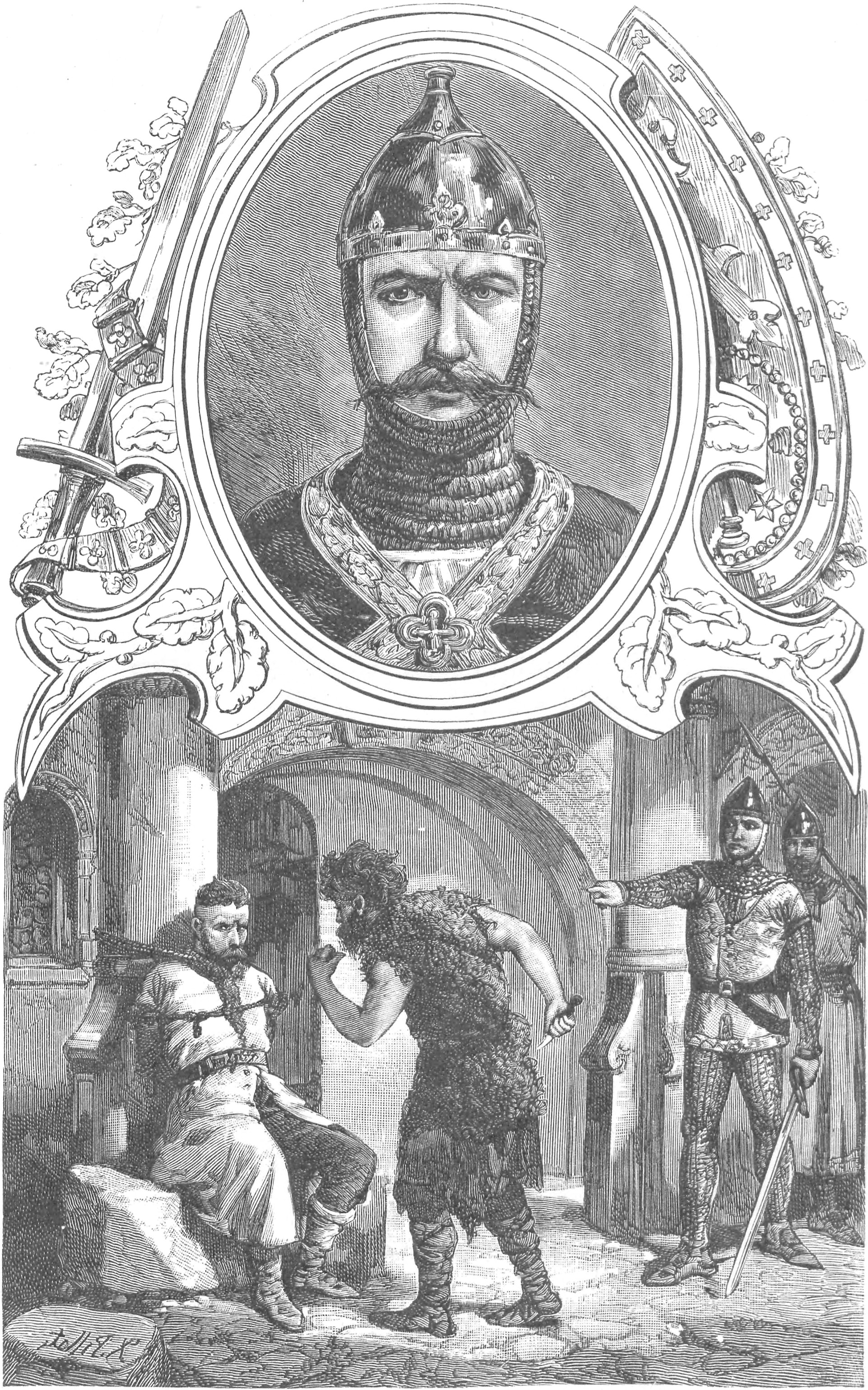
Władysław II Wygnaniec
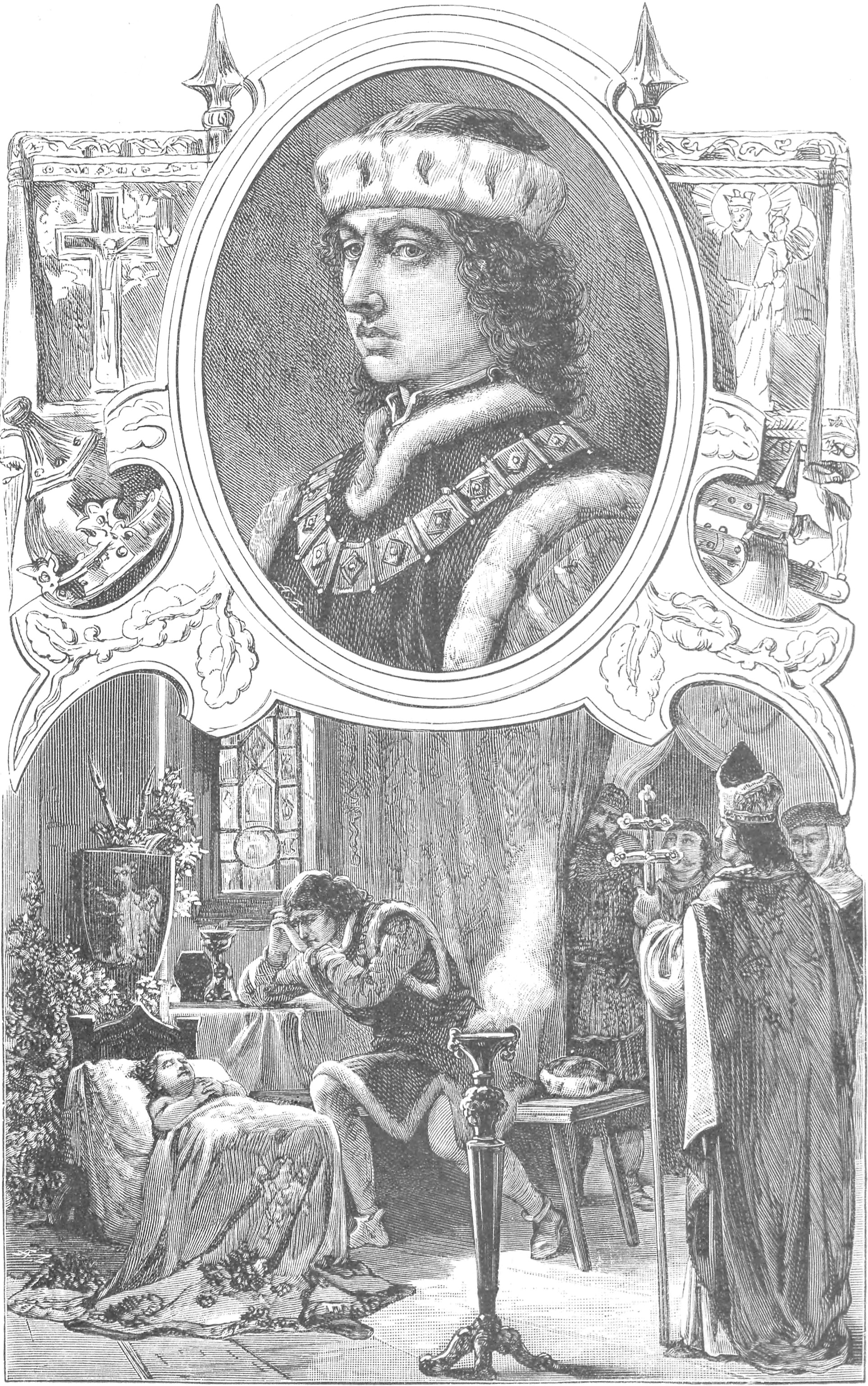
Bolesław IV Kędzierzawy
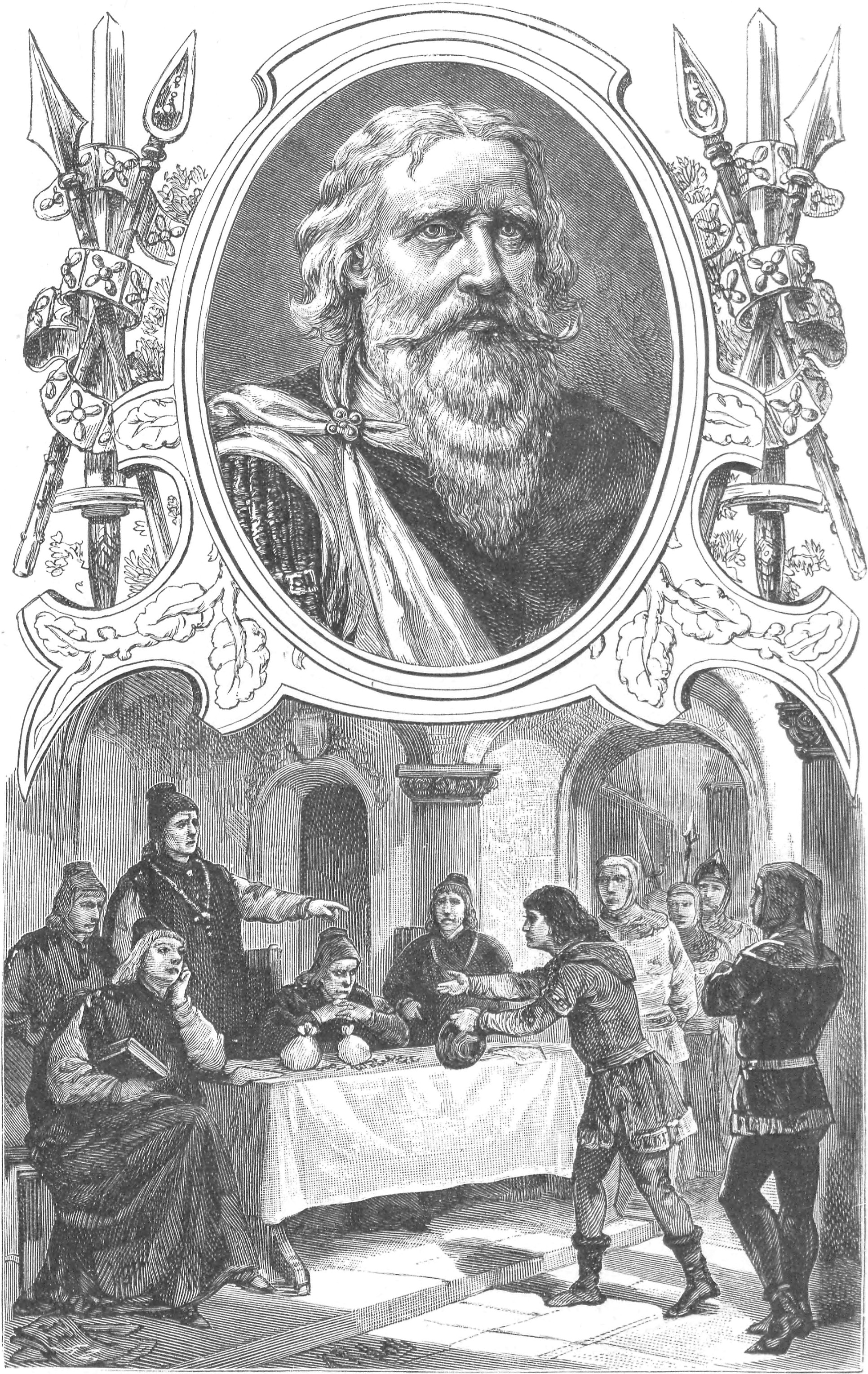
Mieszko III Stary
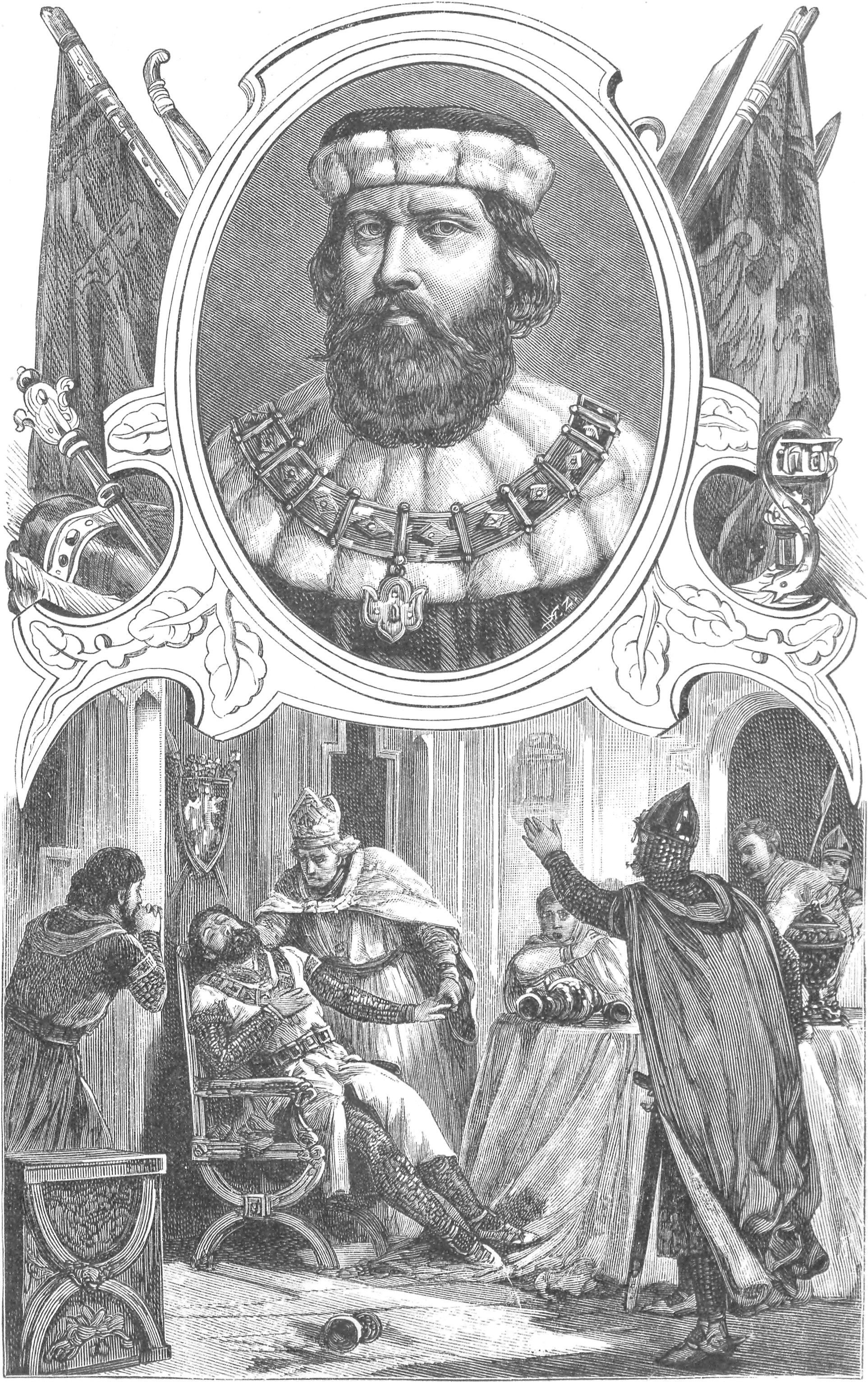
Kazimierz II Sprawiedliwy
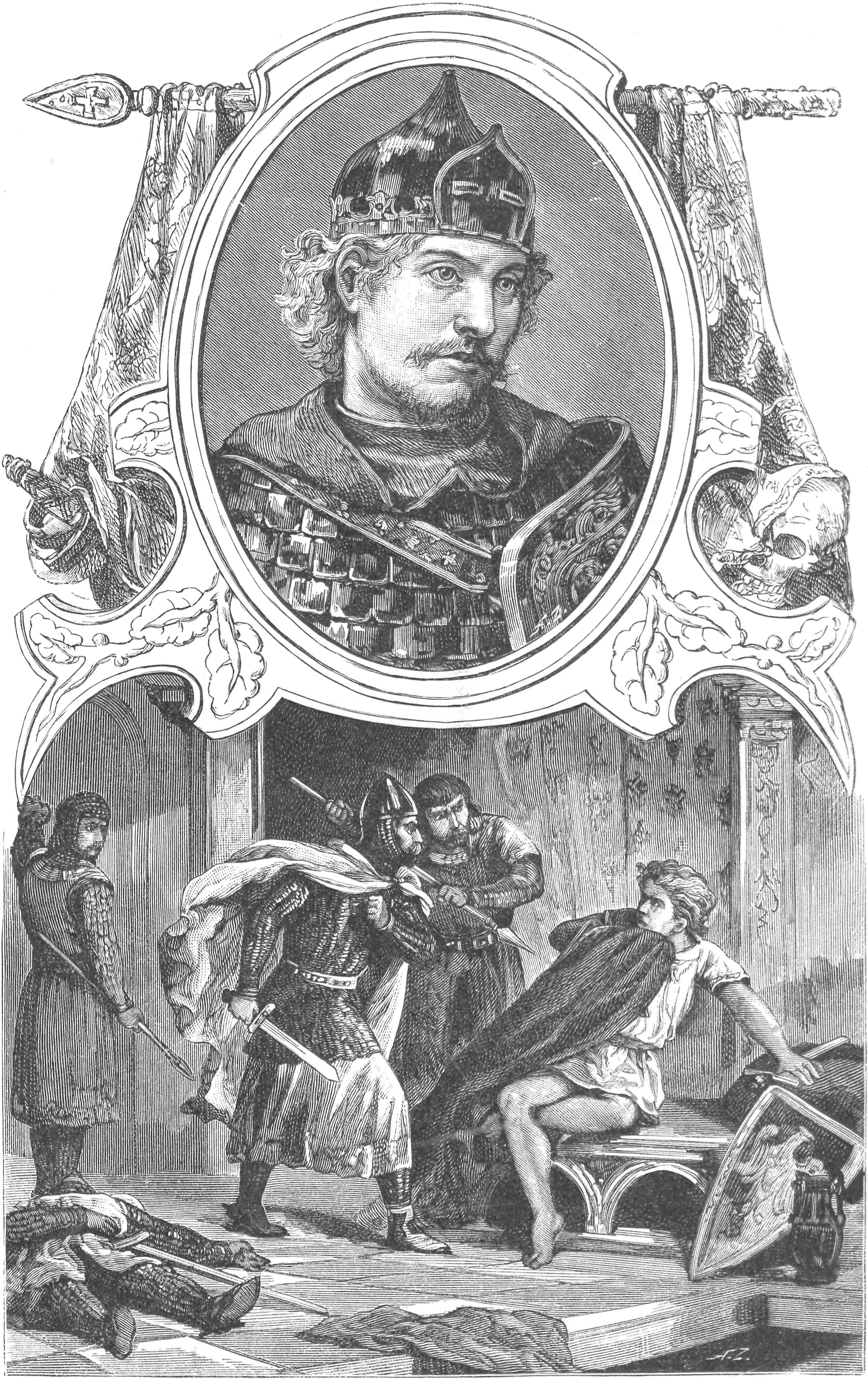
Leszek Biały
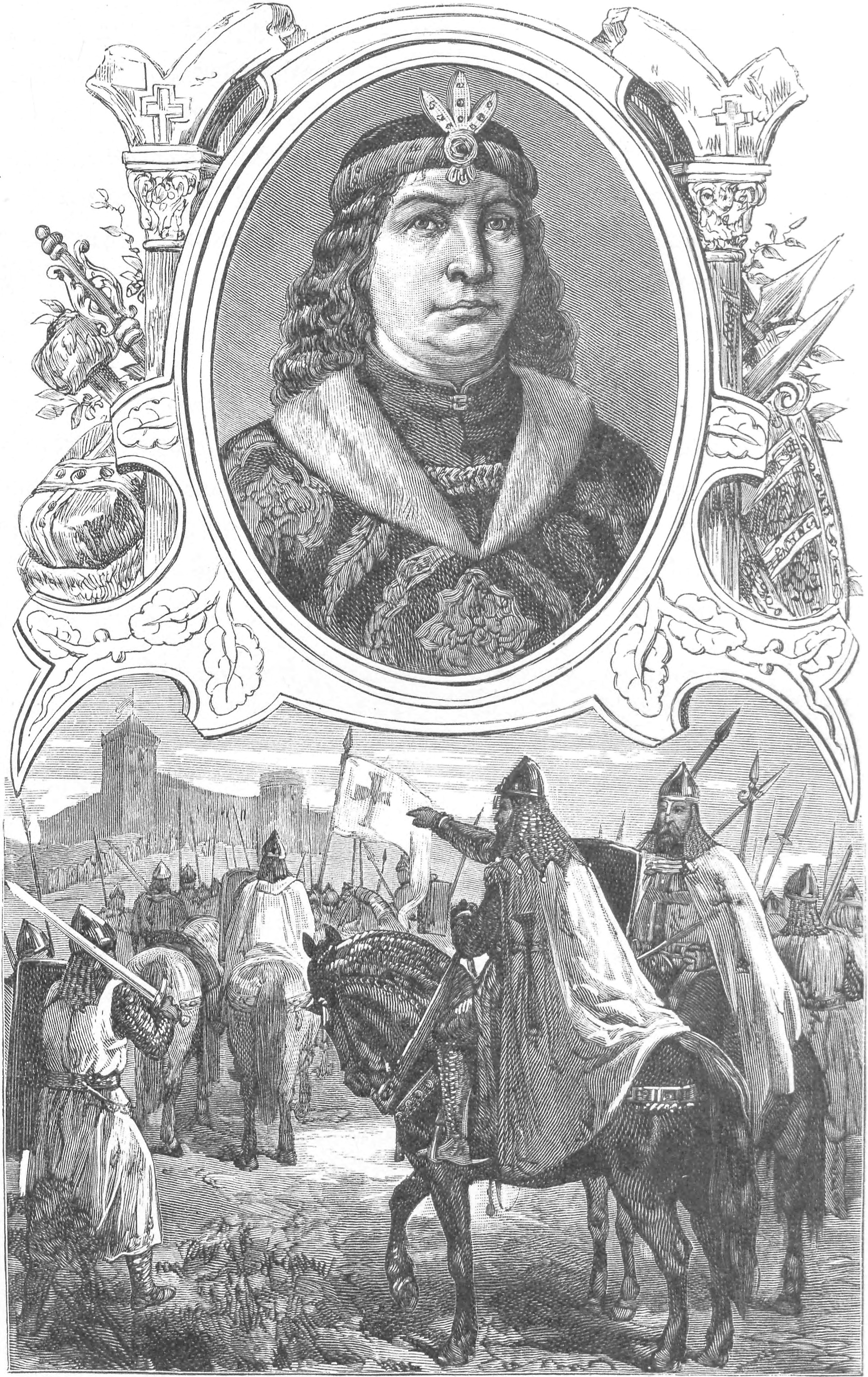
Władysław III Laskonogi
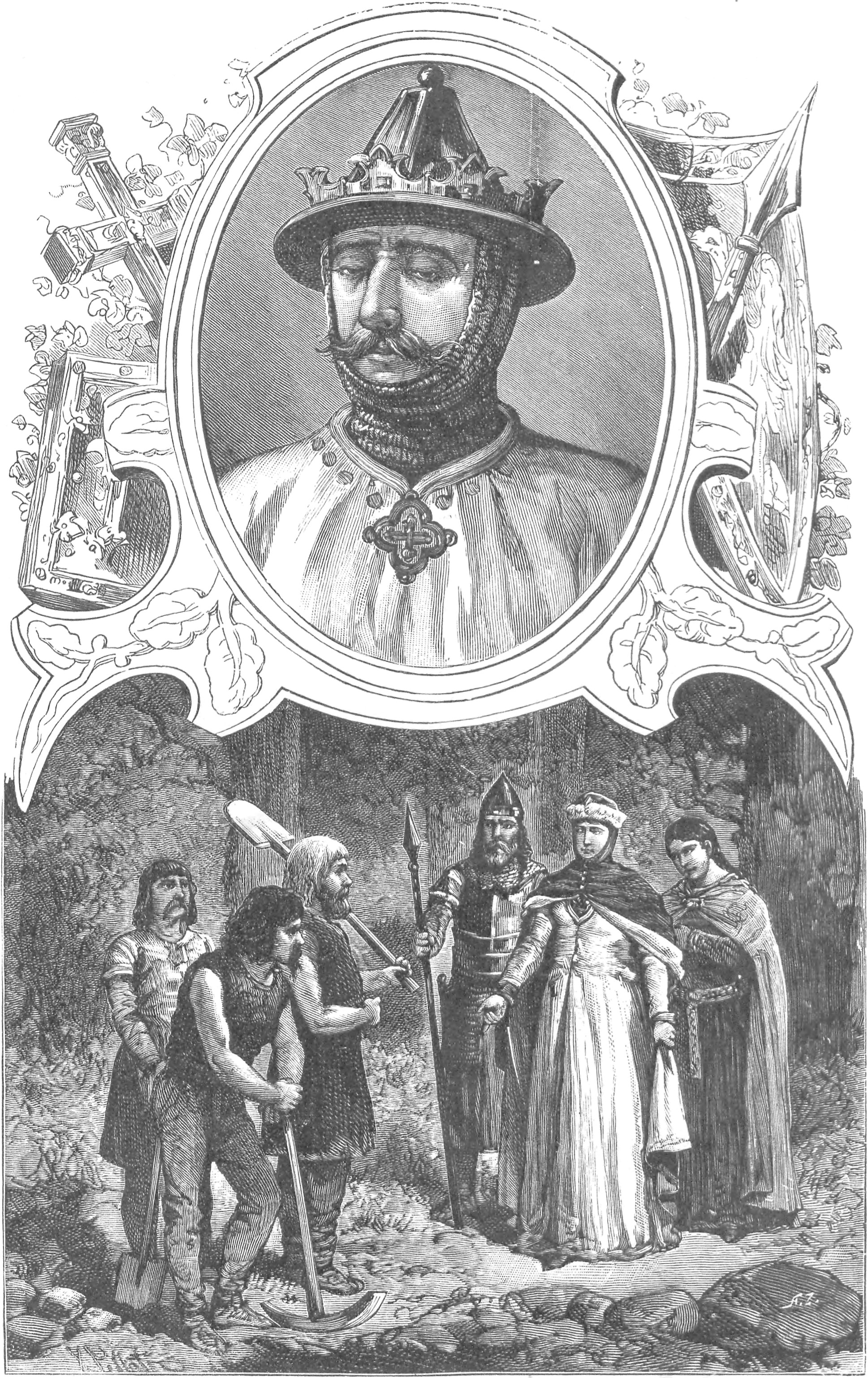
Bolesław V Wstydliwy
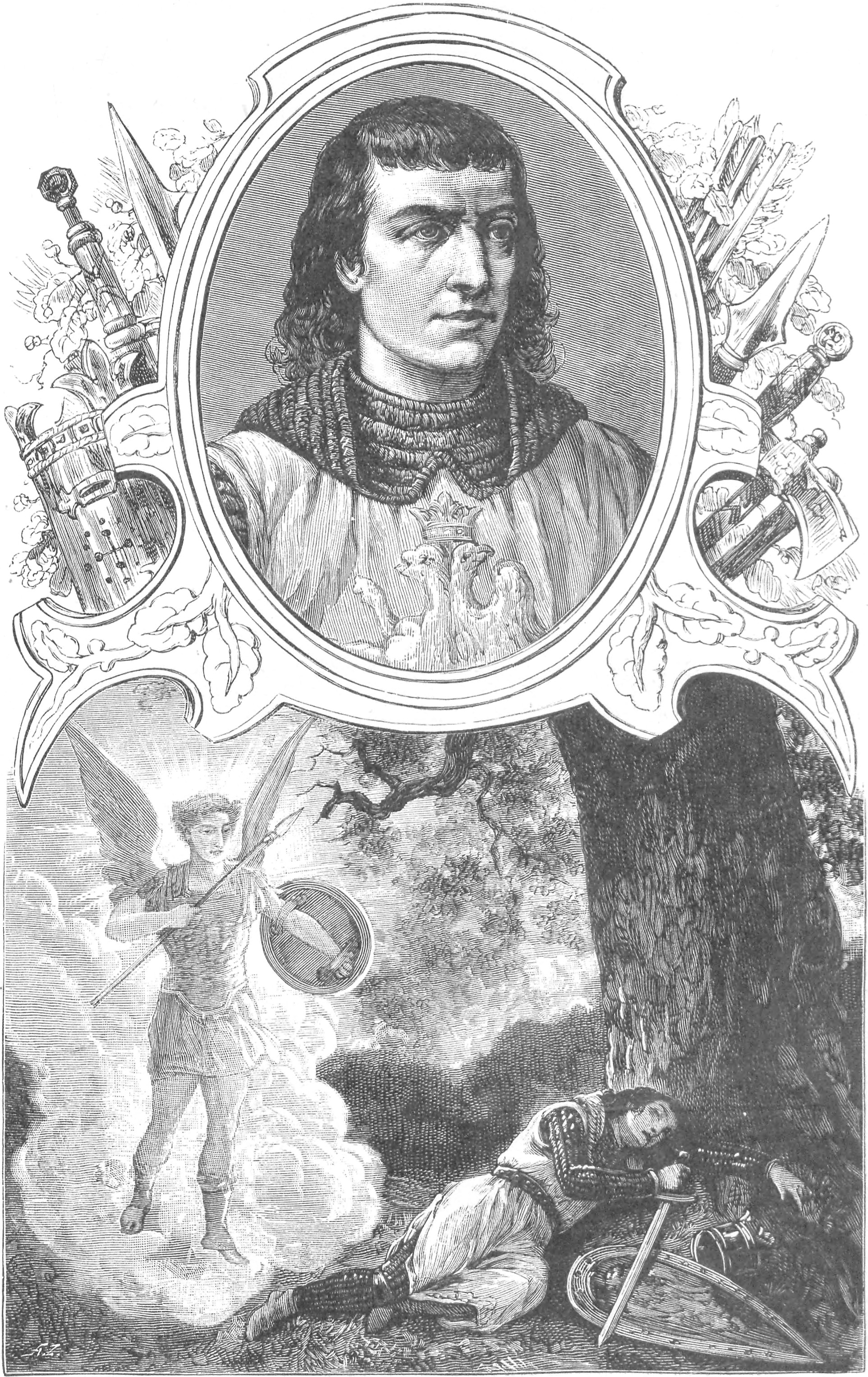
Leszek Czarny
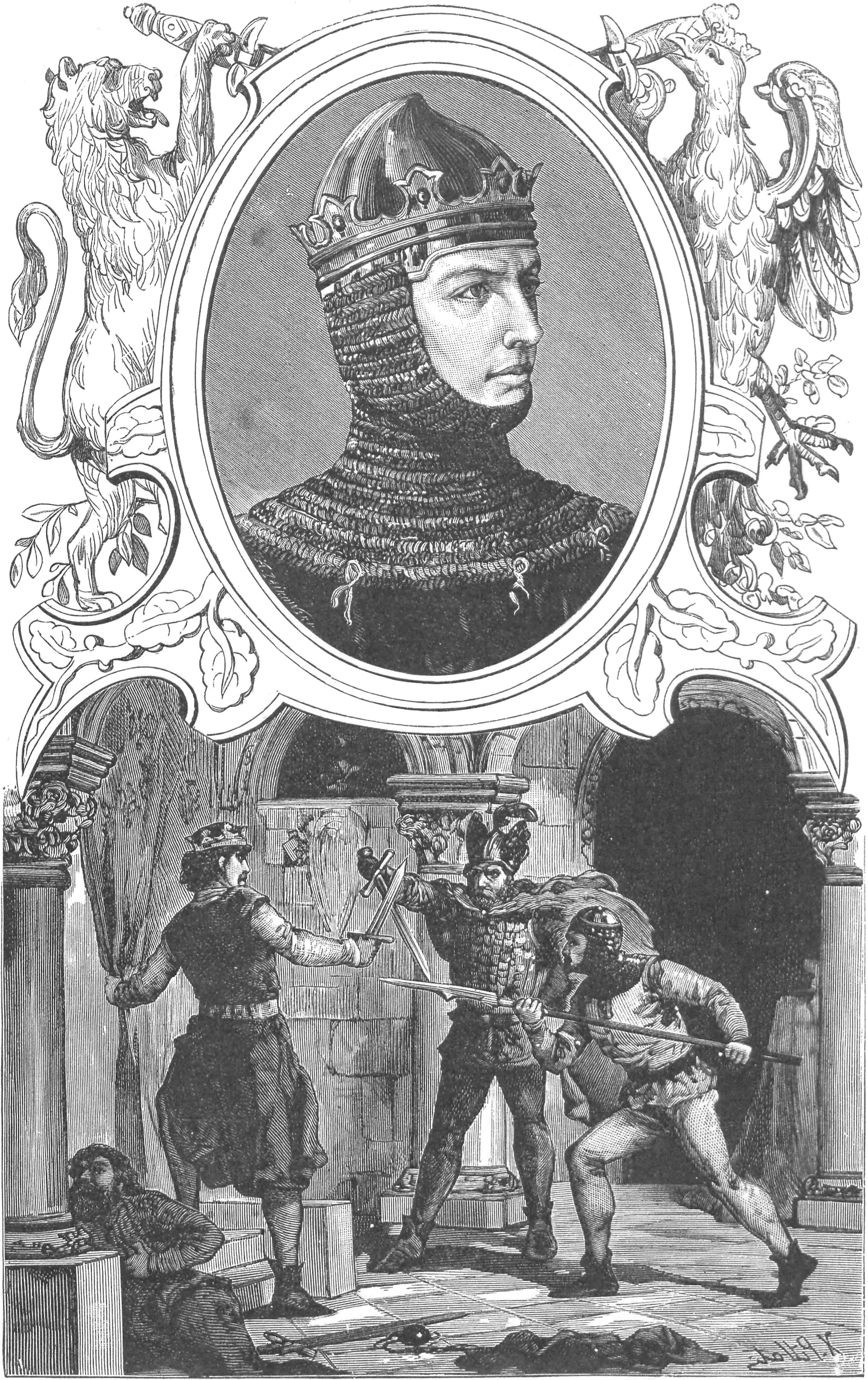
Przemysł II
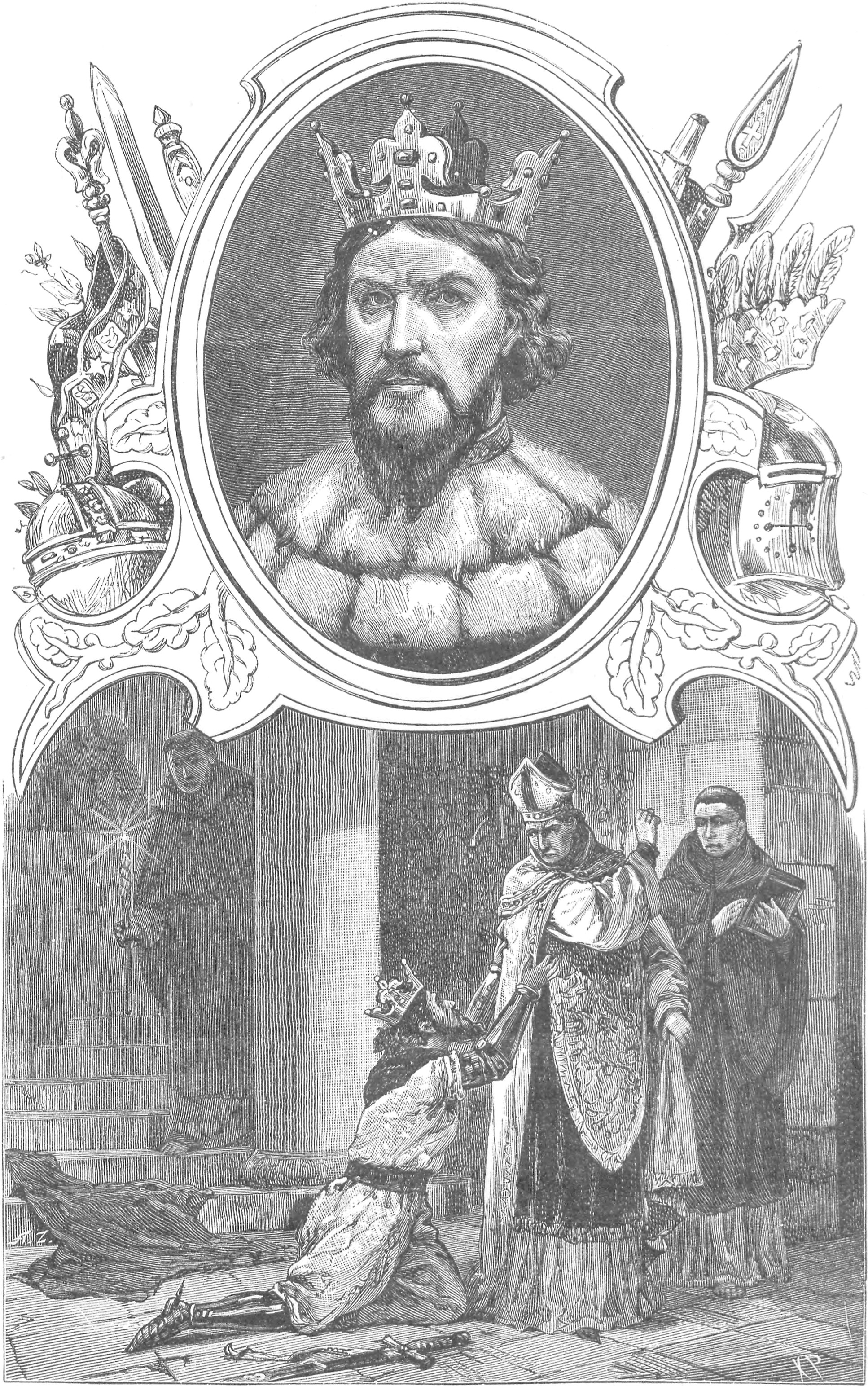
Wacław II
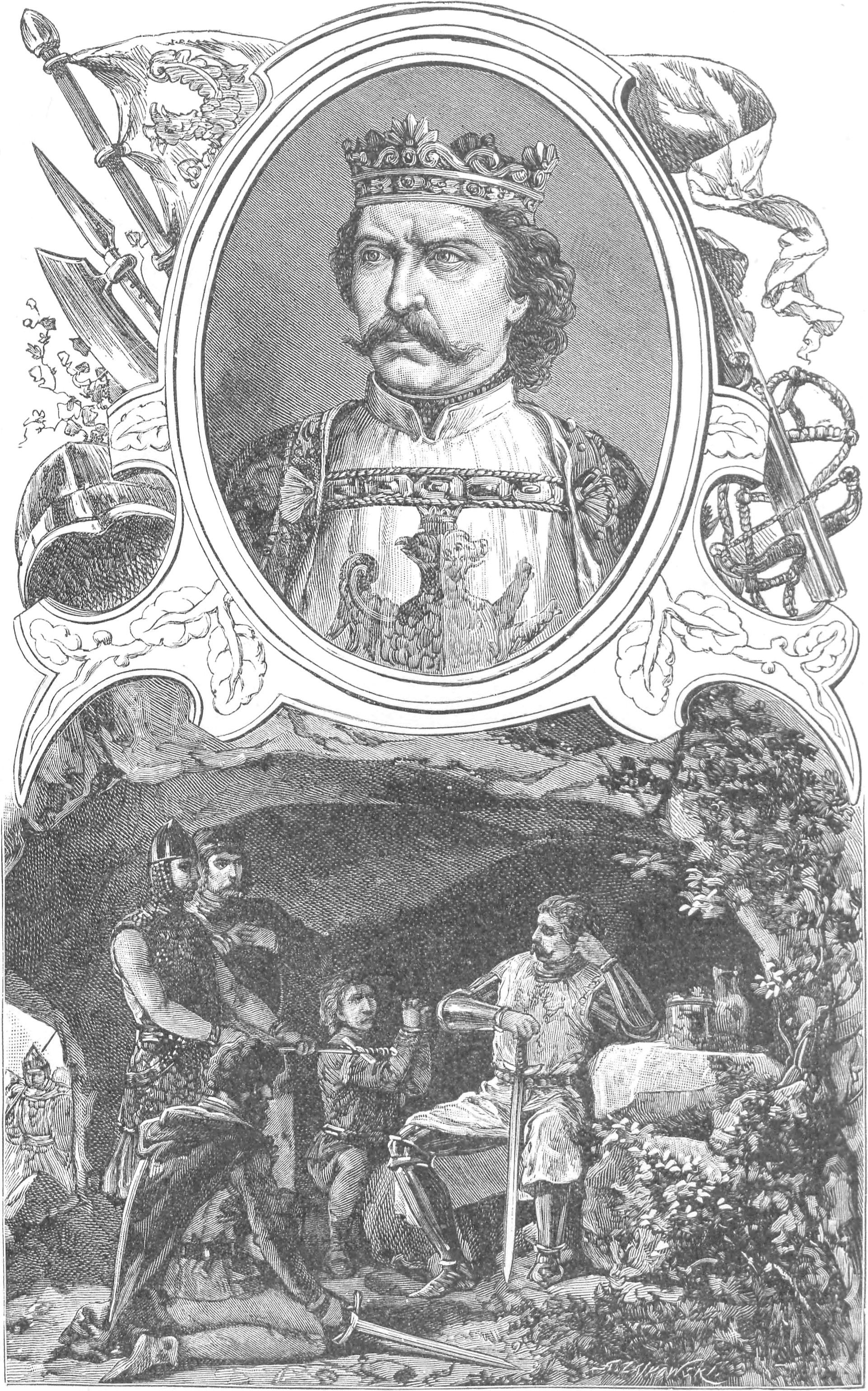
Władysław I Łokietek
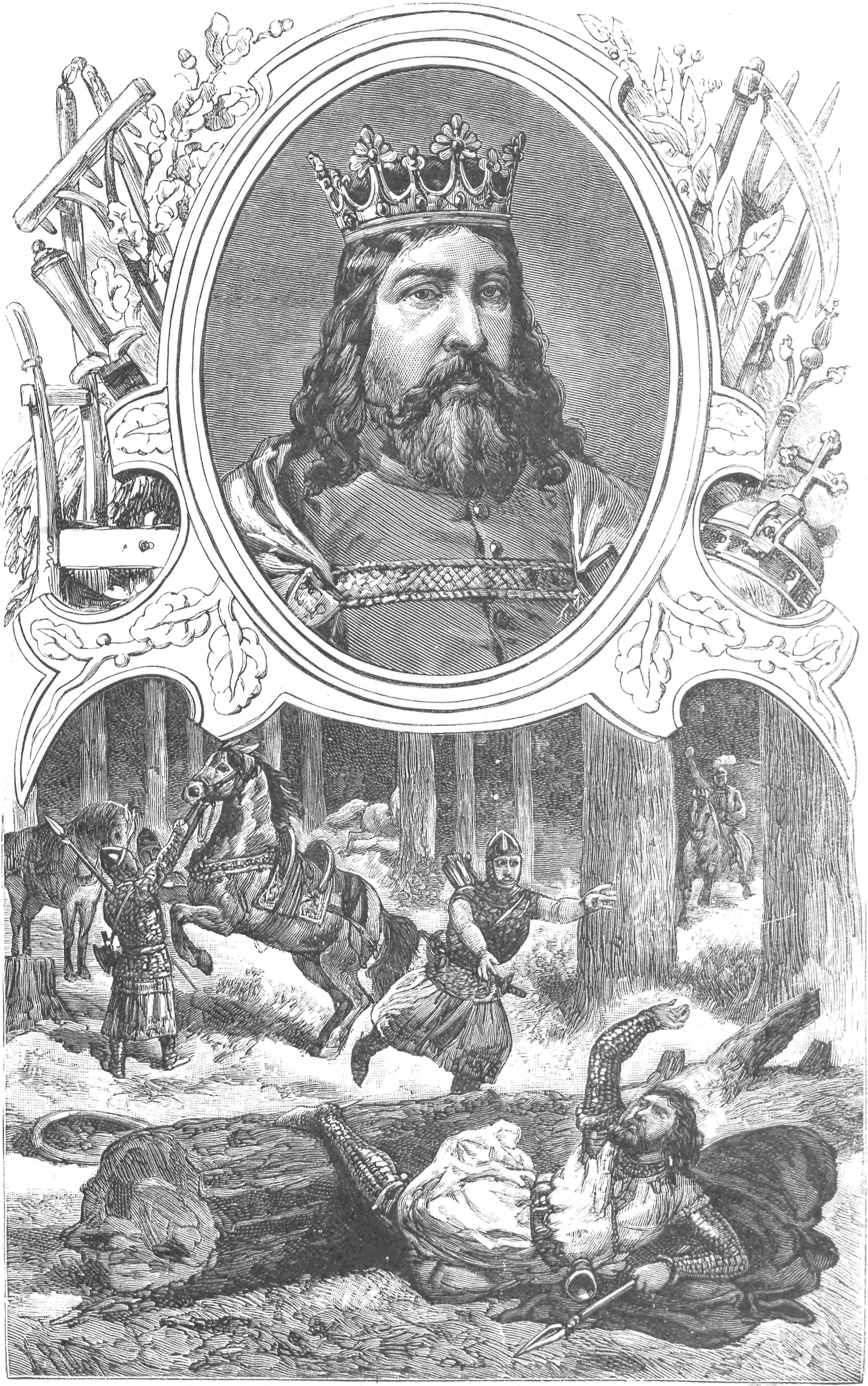
Kazimierz III Wielki
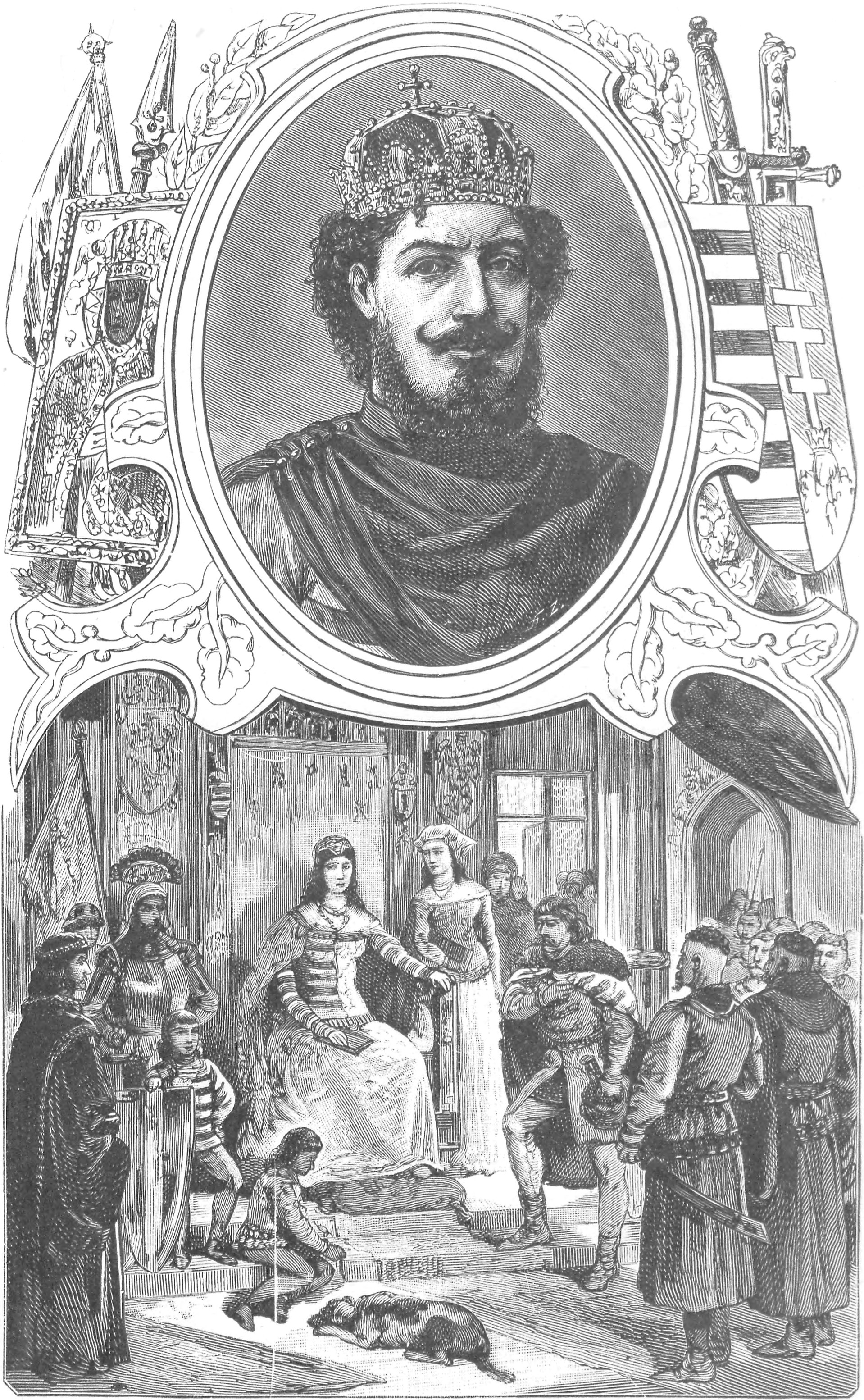
Ludwik Węgierski
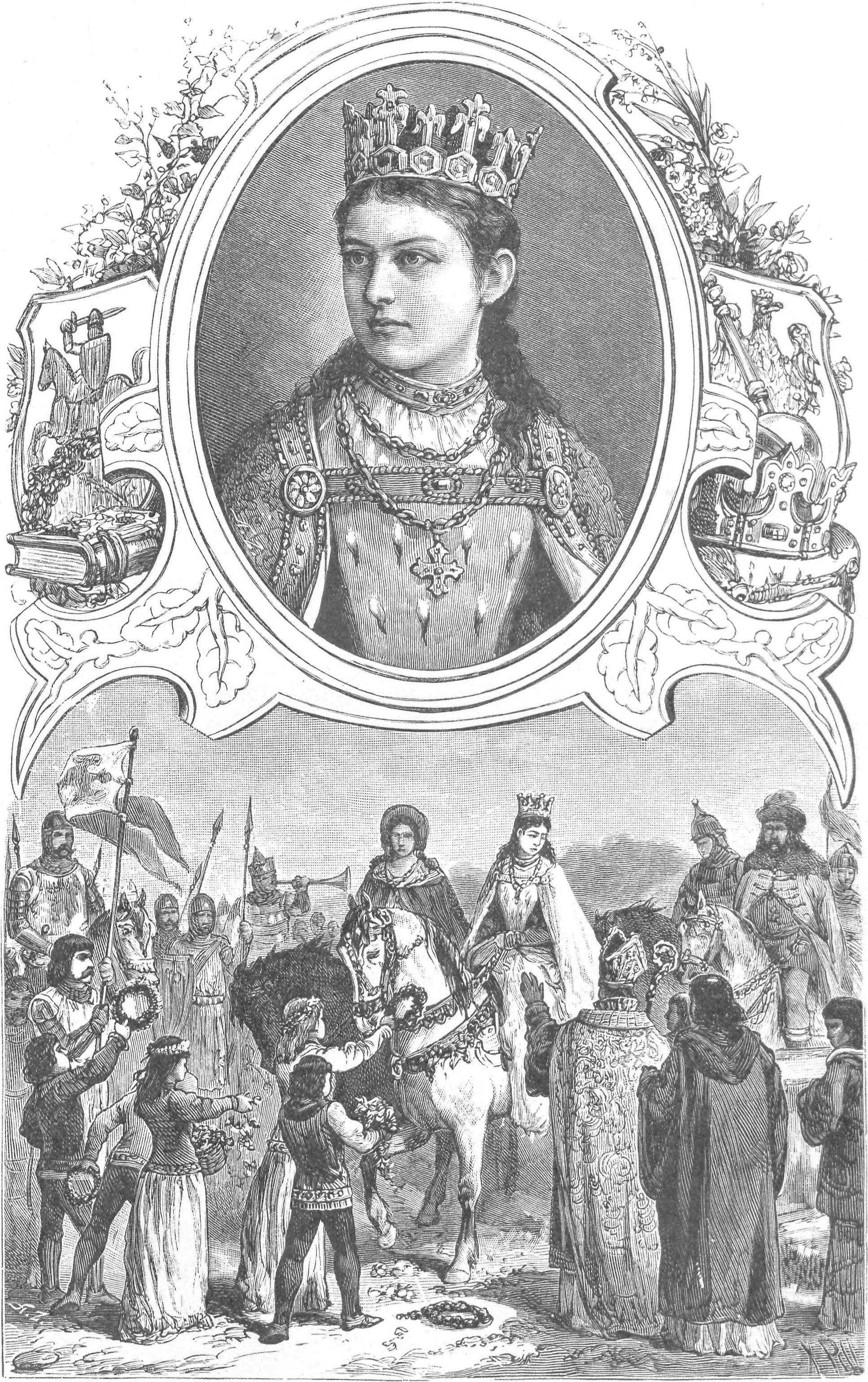
Jadwiga Andegaweńska
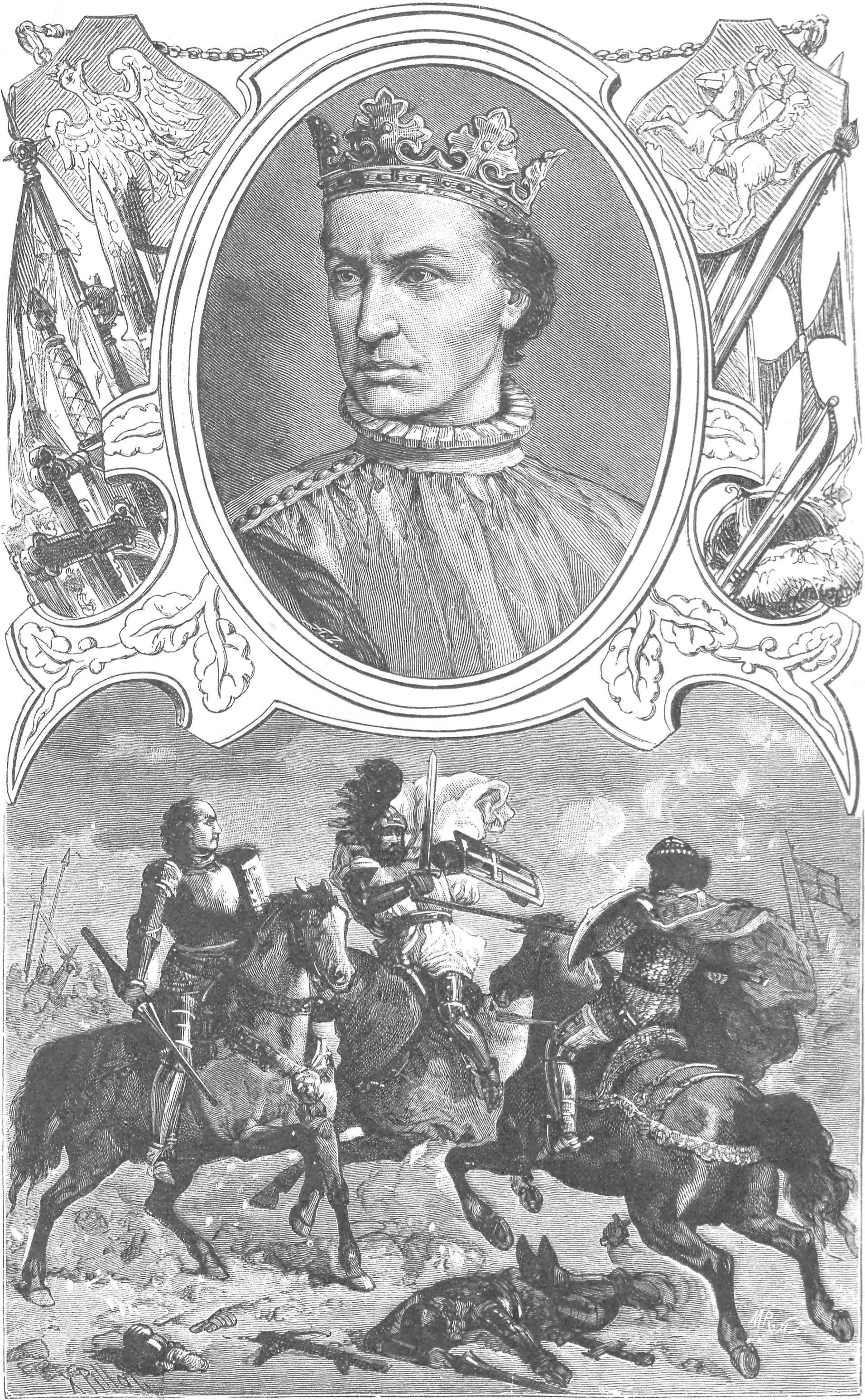
Władysław II Jagiełło
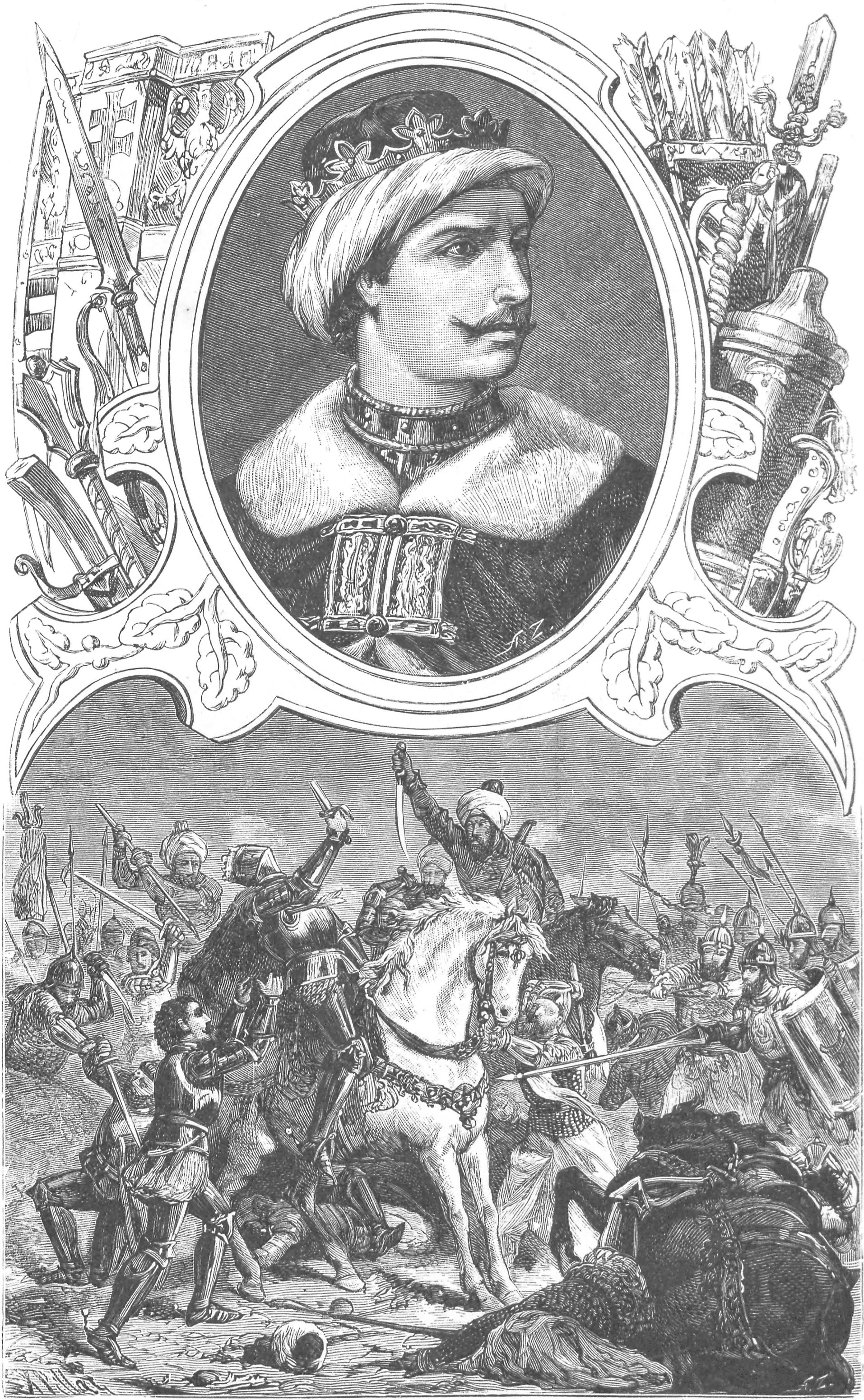
Władysław III Warneńczyk
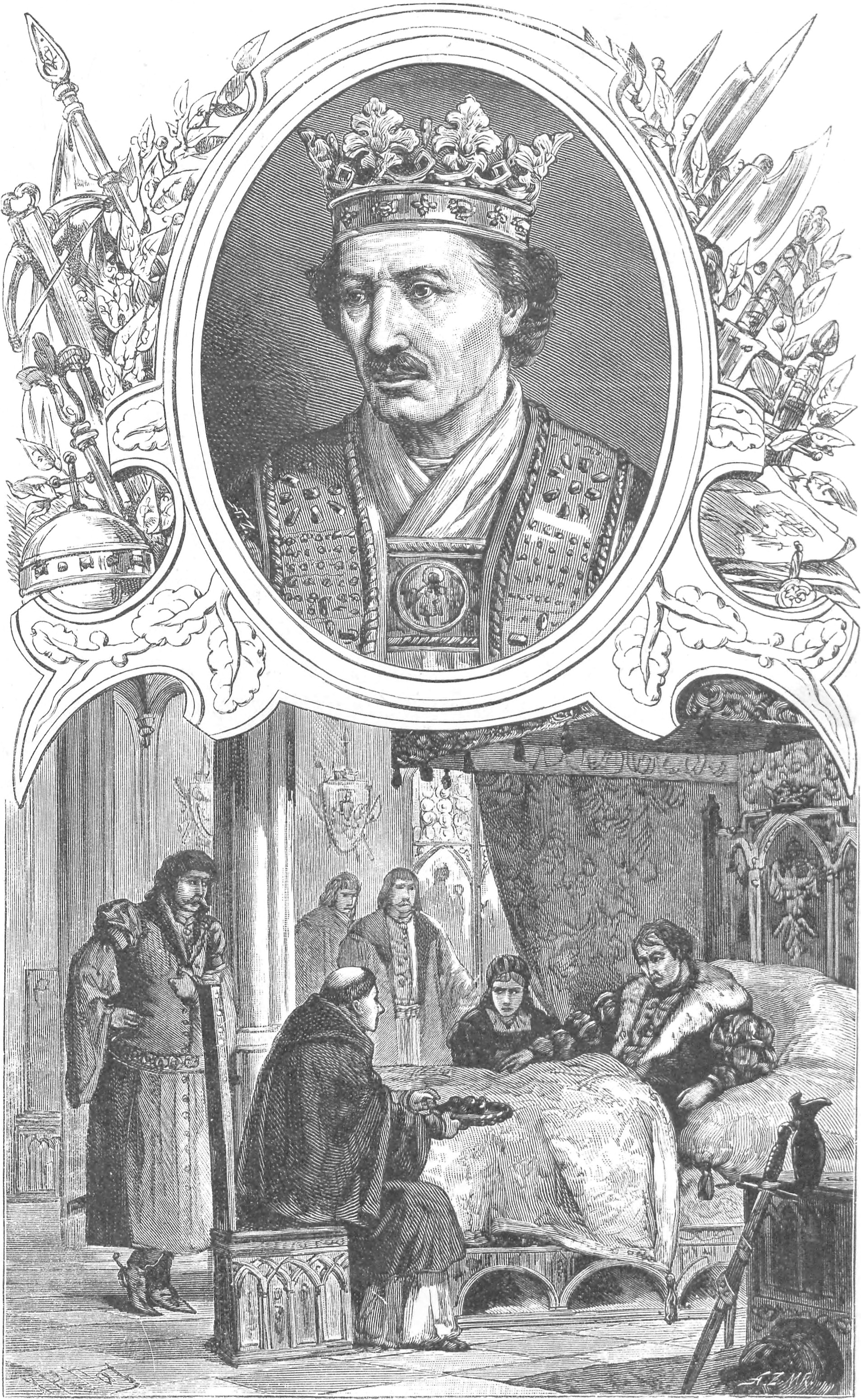
Kazimierz IV Jagiellończyk
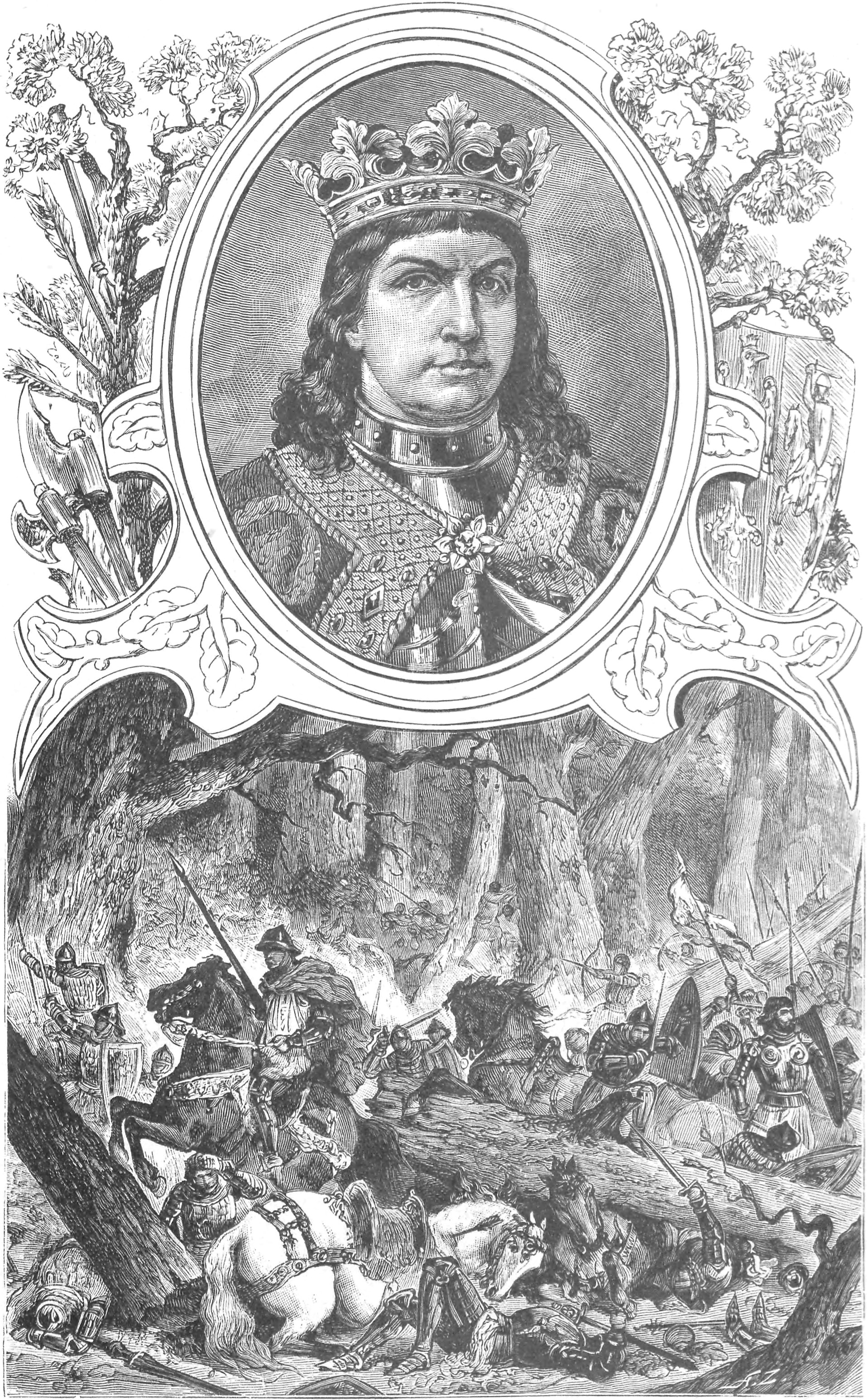
Jan I Olbracht
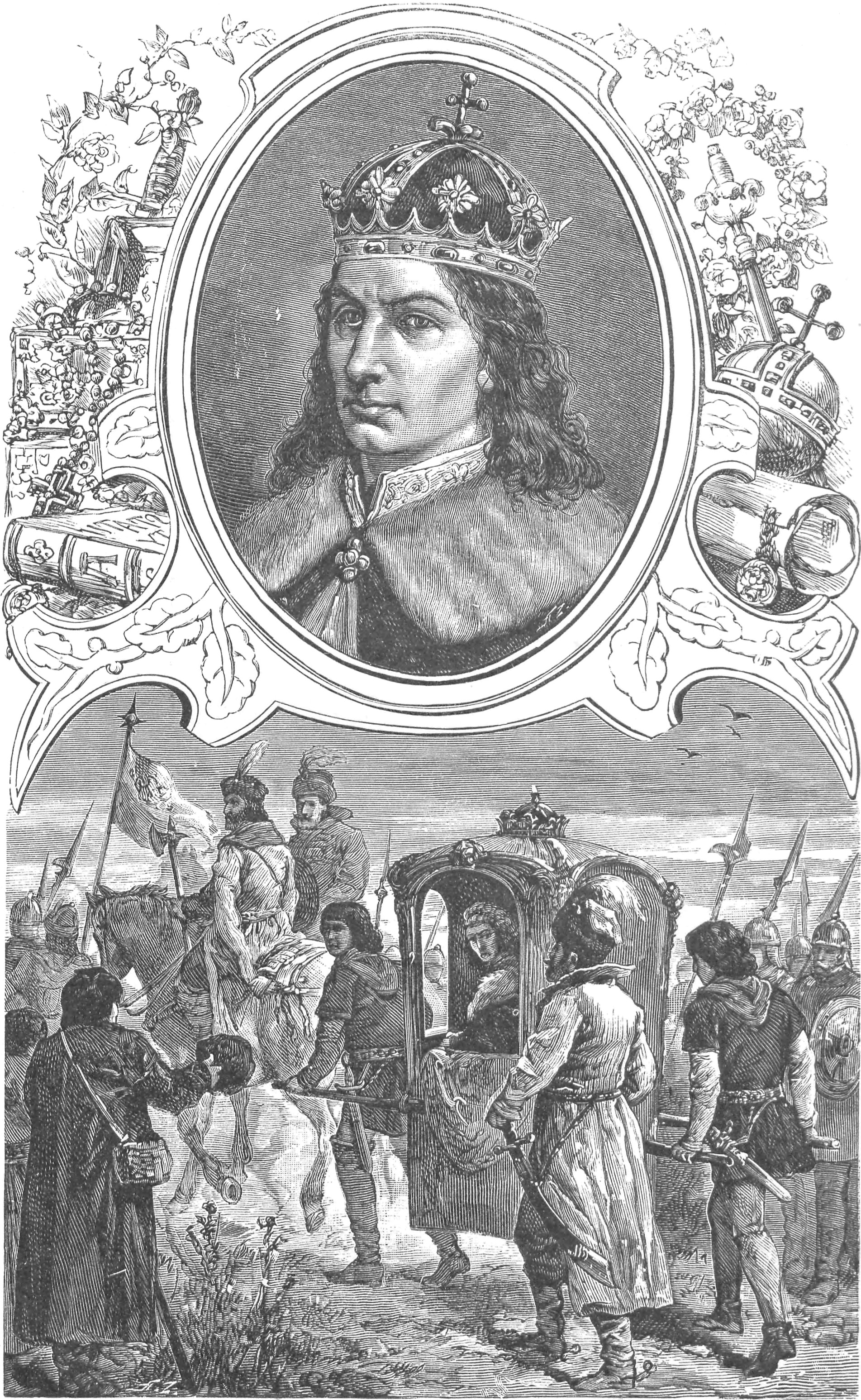
Aleksander Jagiellończyk
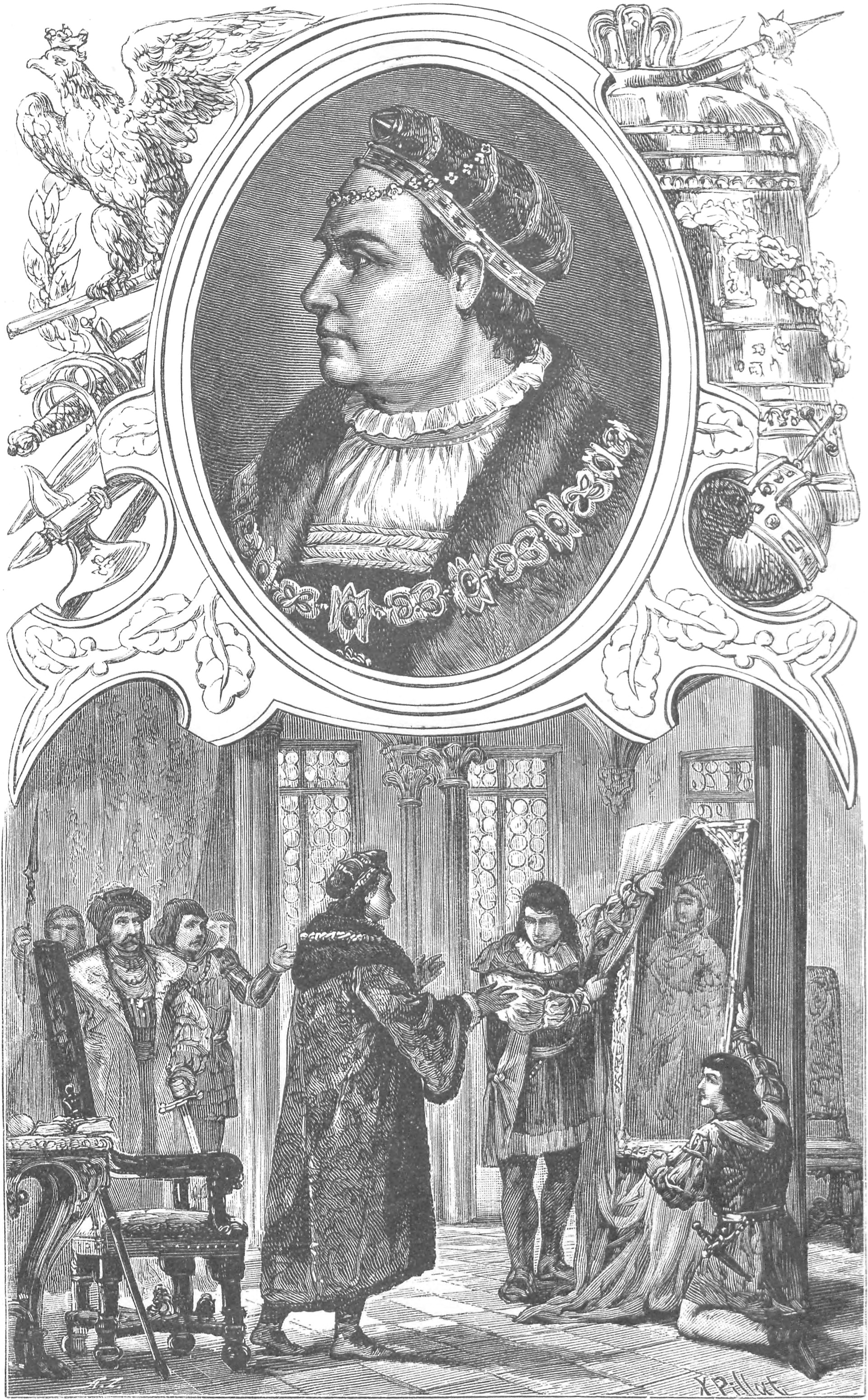
Zygmunt I Stary
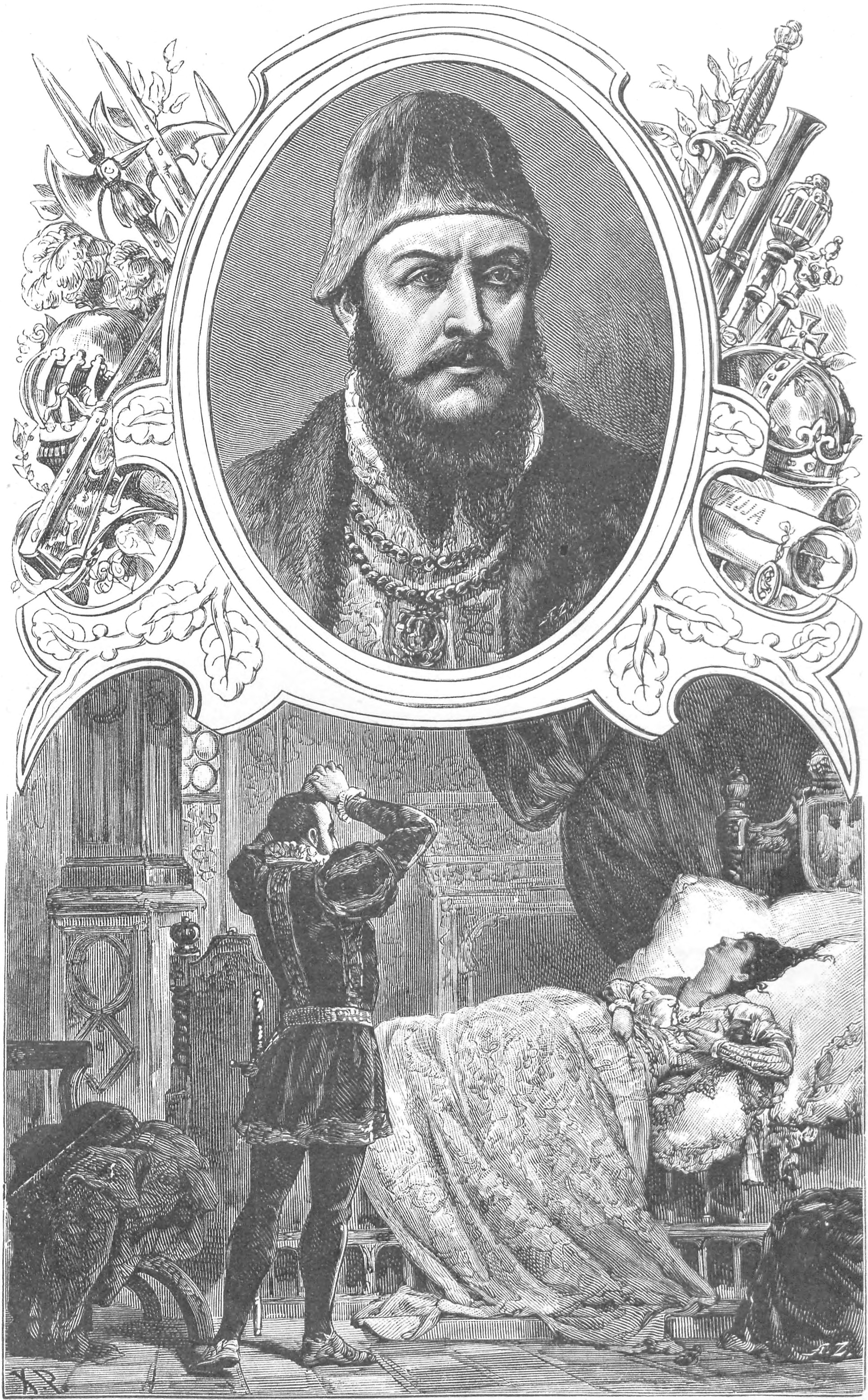
Zygmunt II August
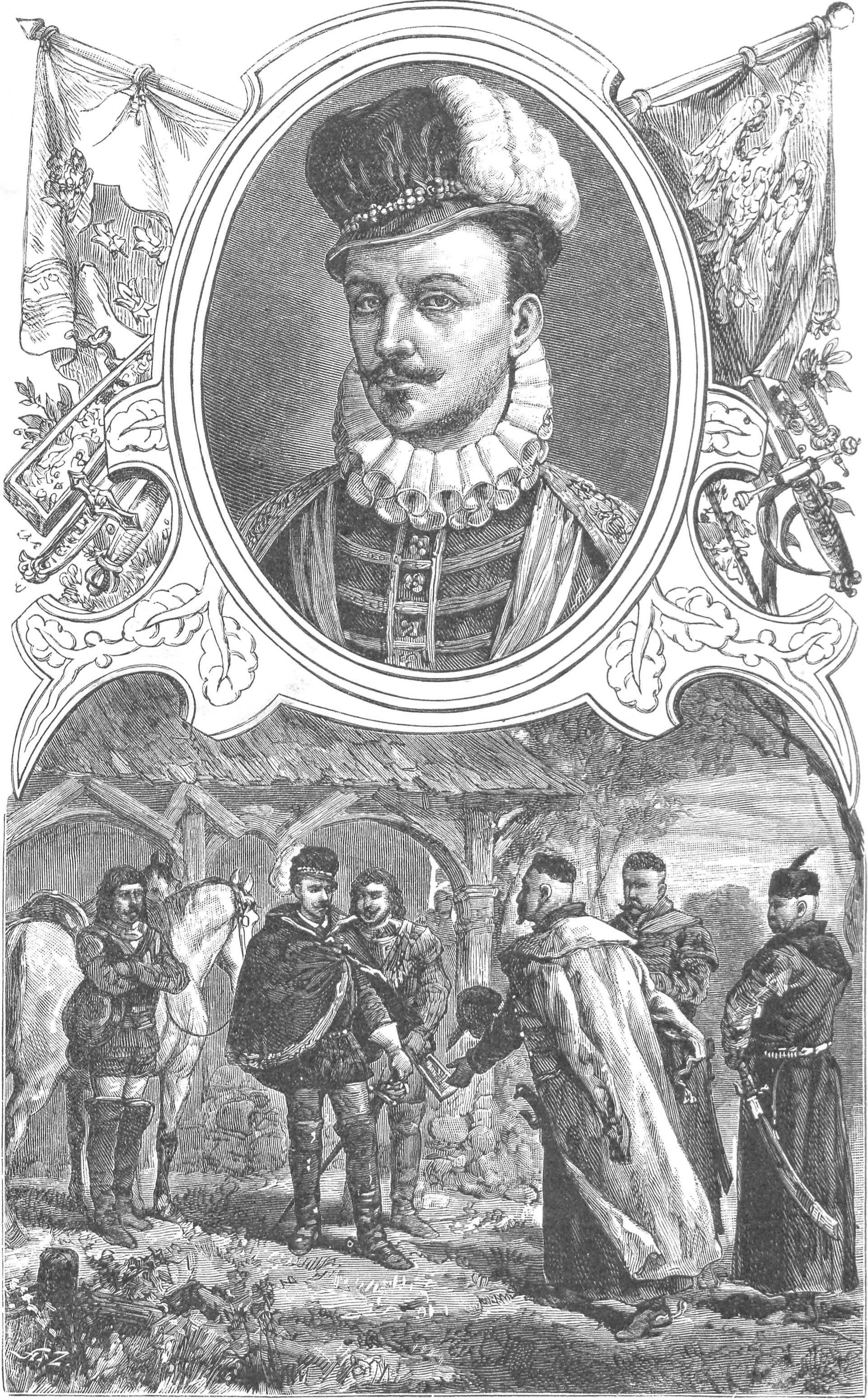
Henryk III Walezy
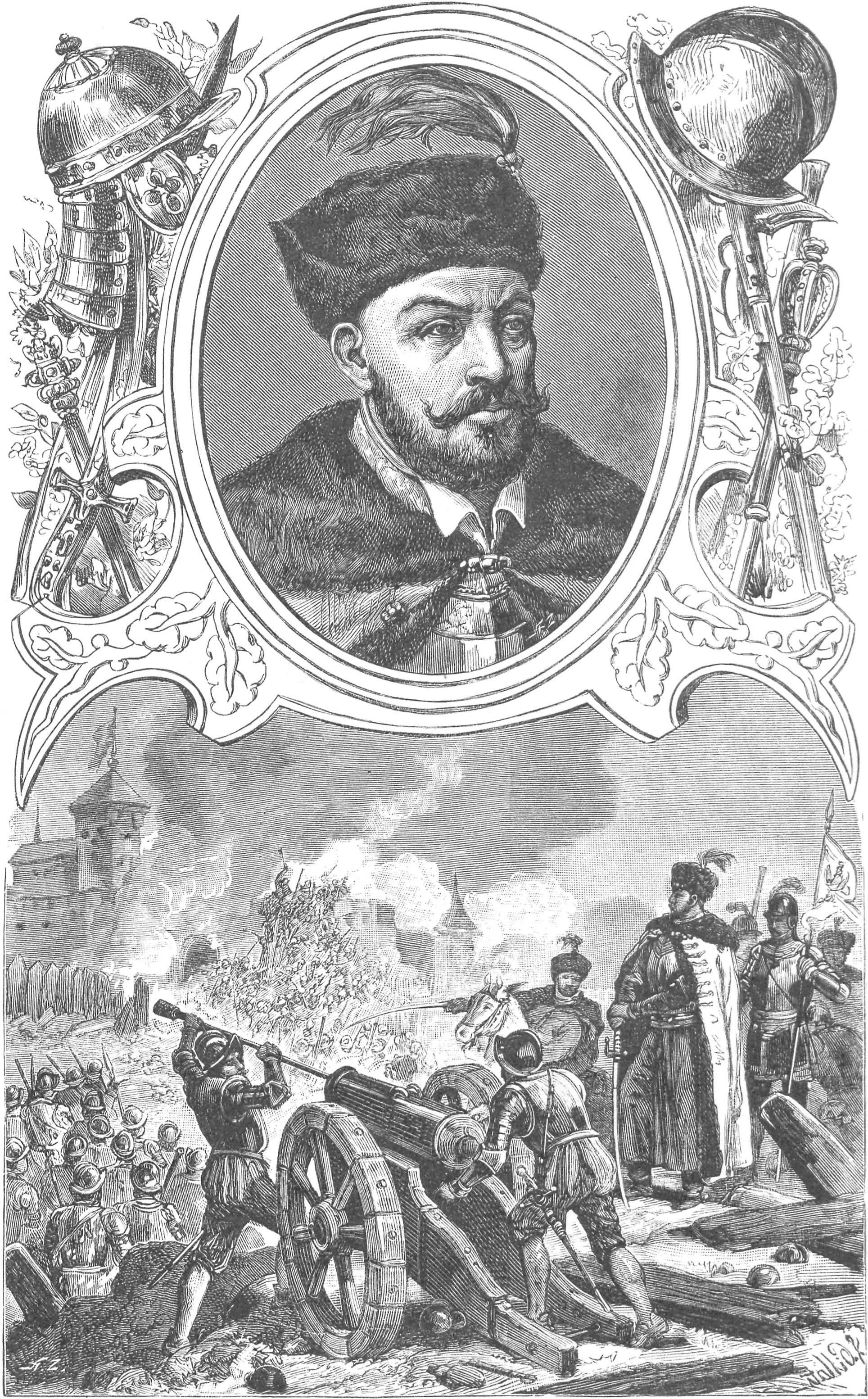
Stefan Batory
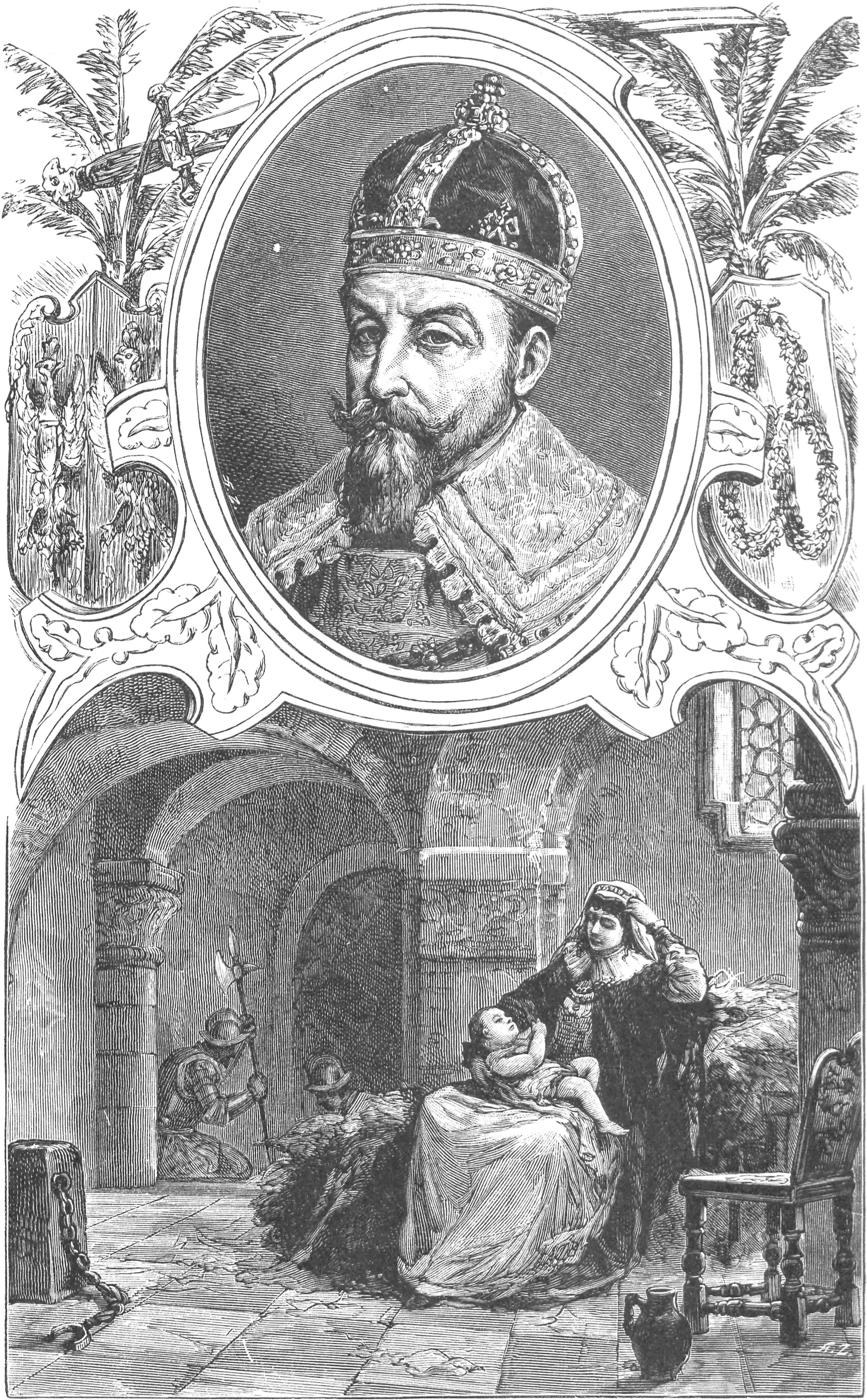
Zygmunt III Waza
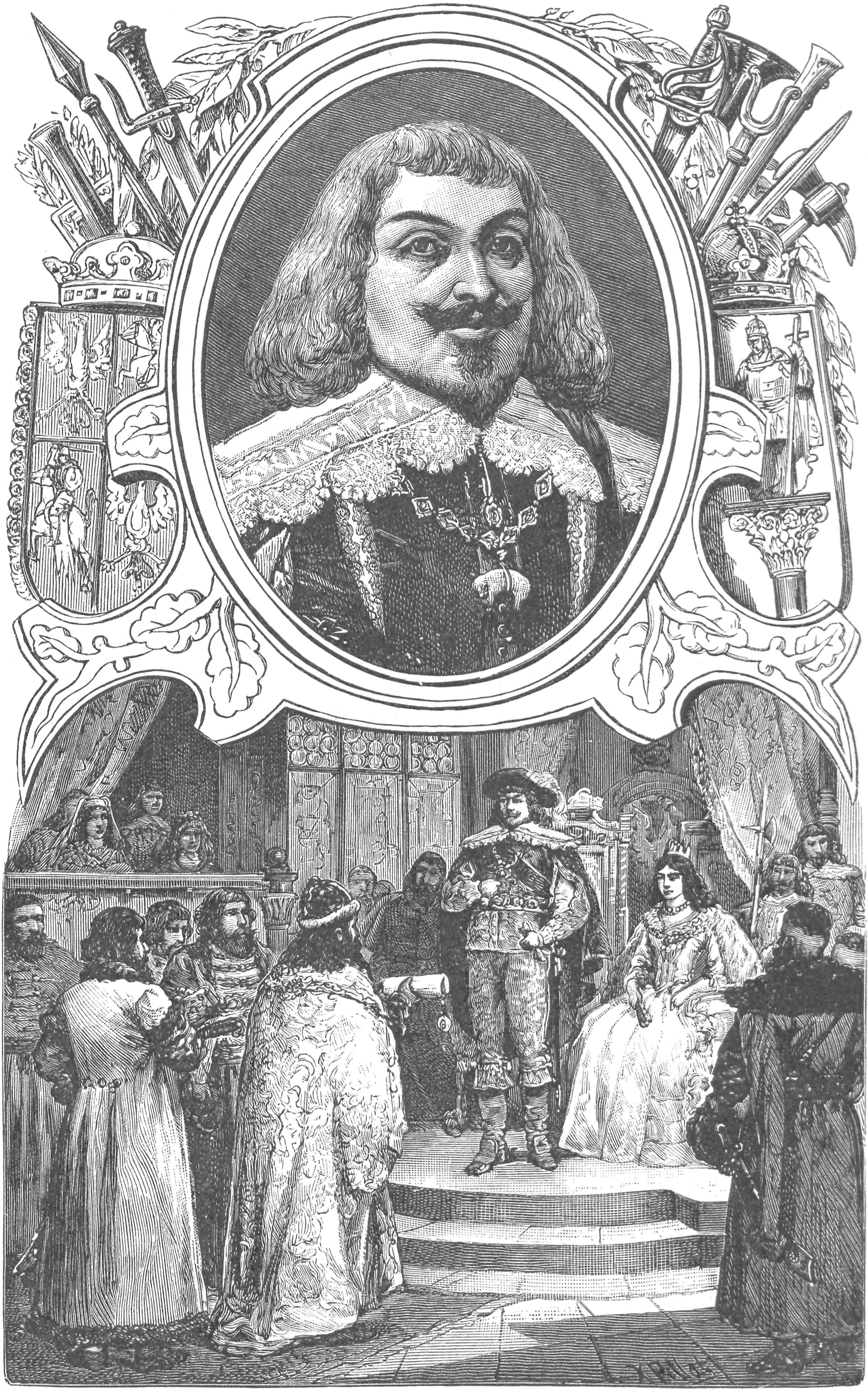
Władysław IV Waza
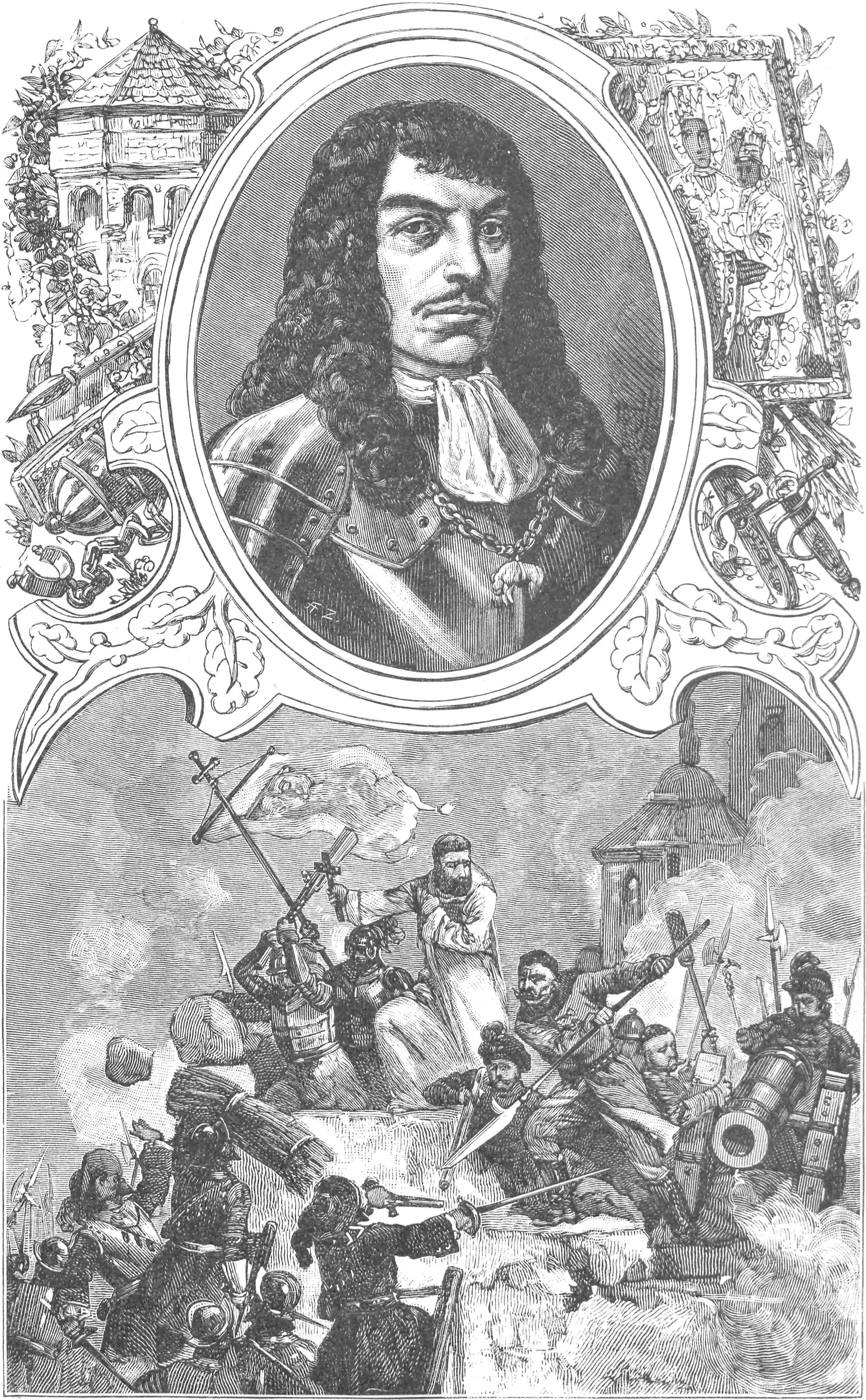
Jan II Kazimierz Waza
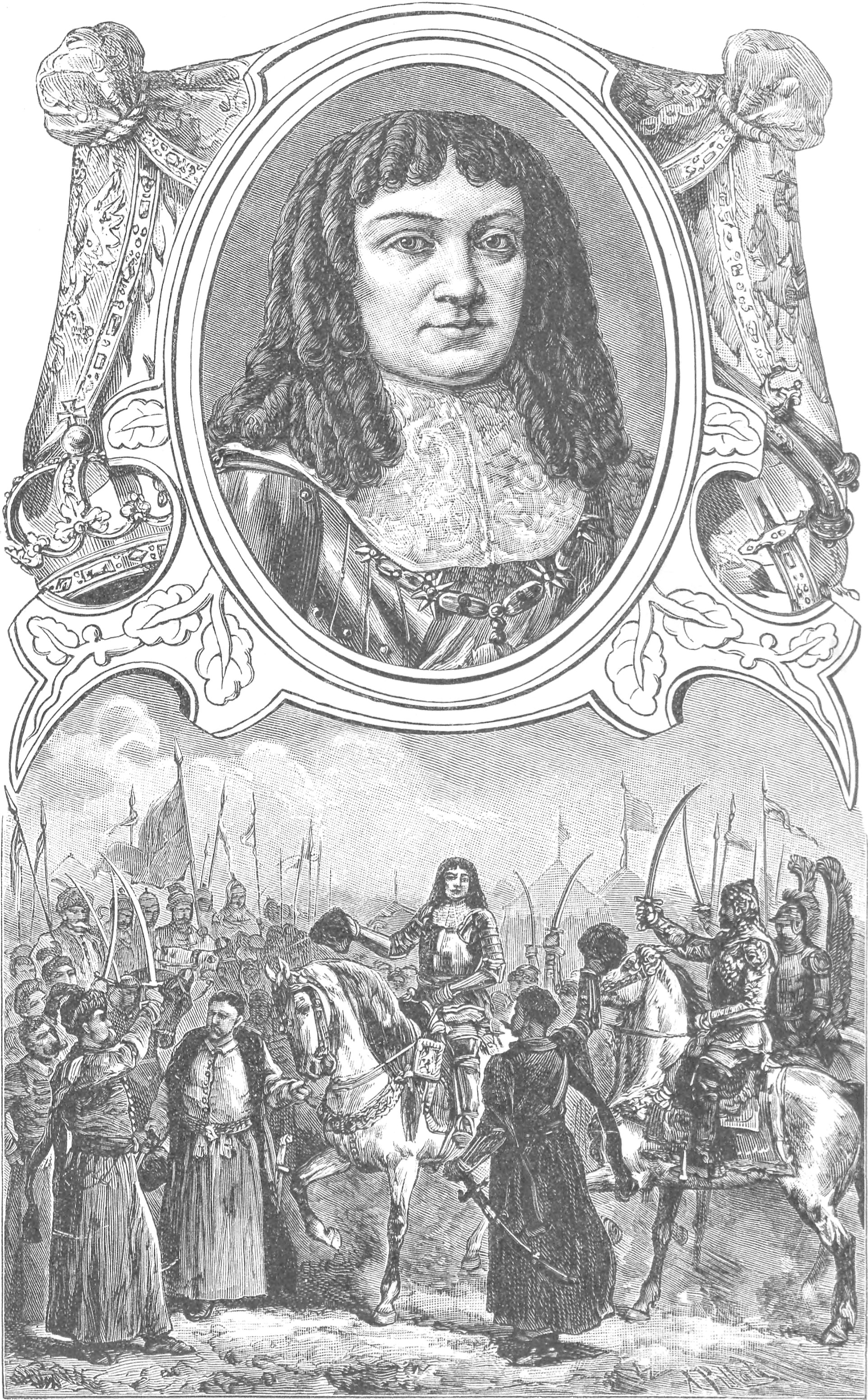
Michał Korybut Wiśniowiecki
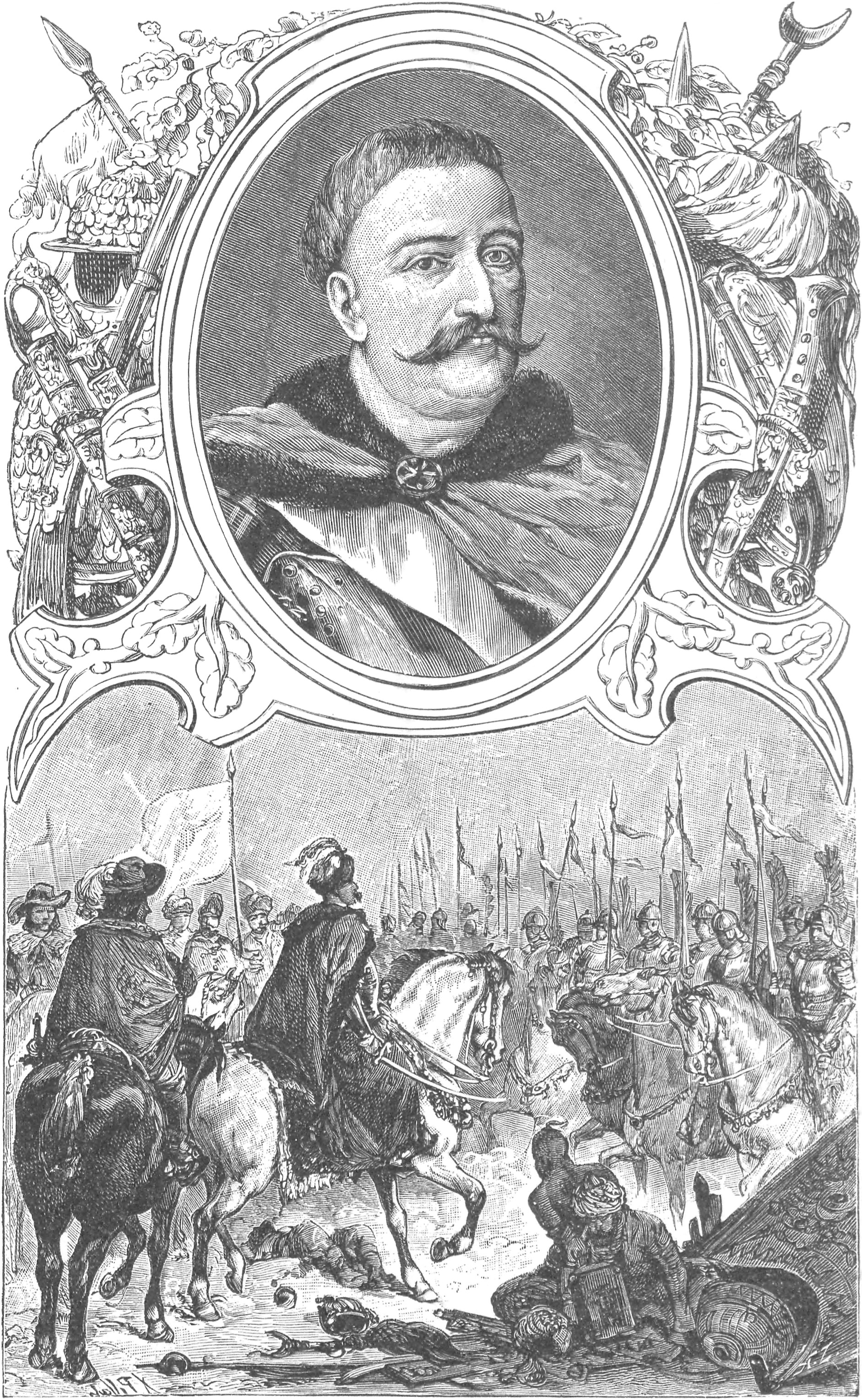
Jan III Sobieski
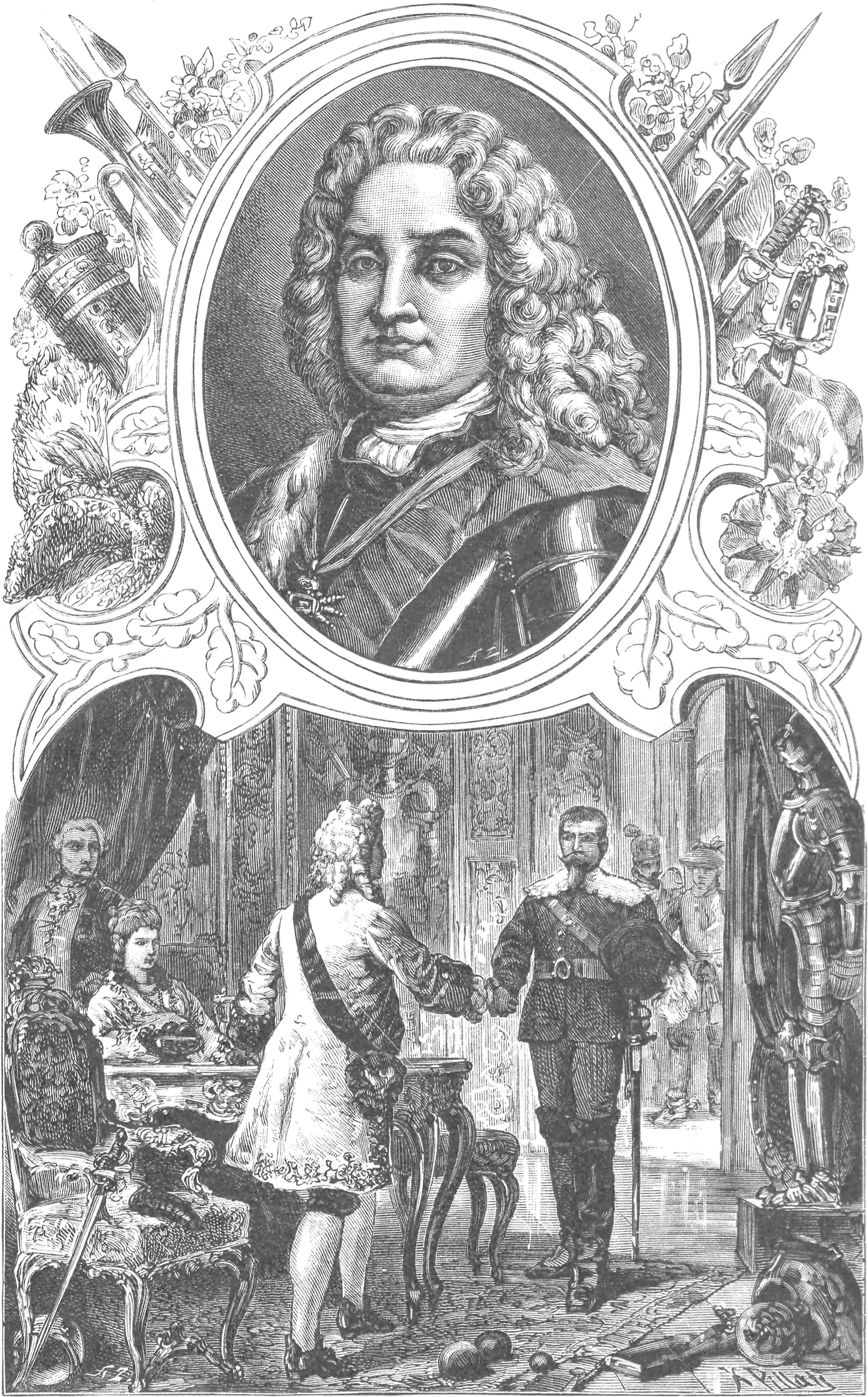
August II Mocny
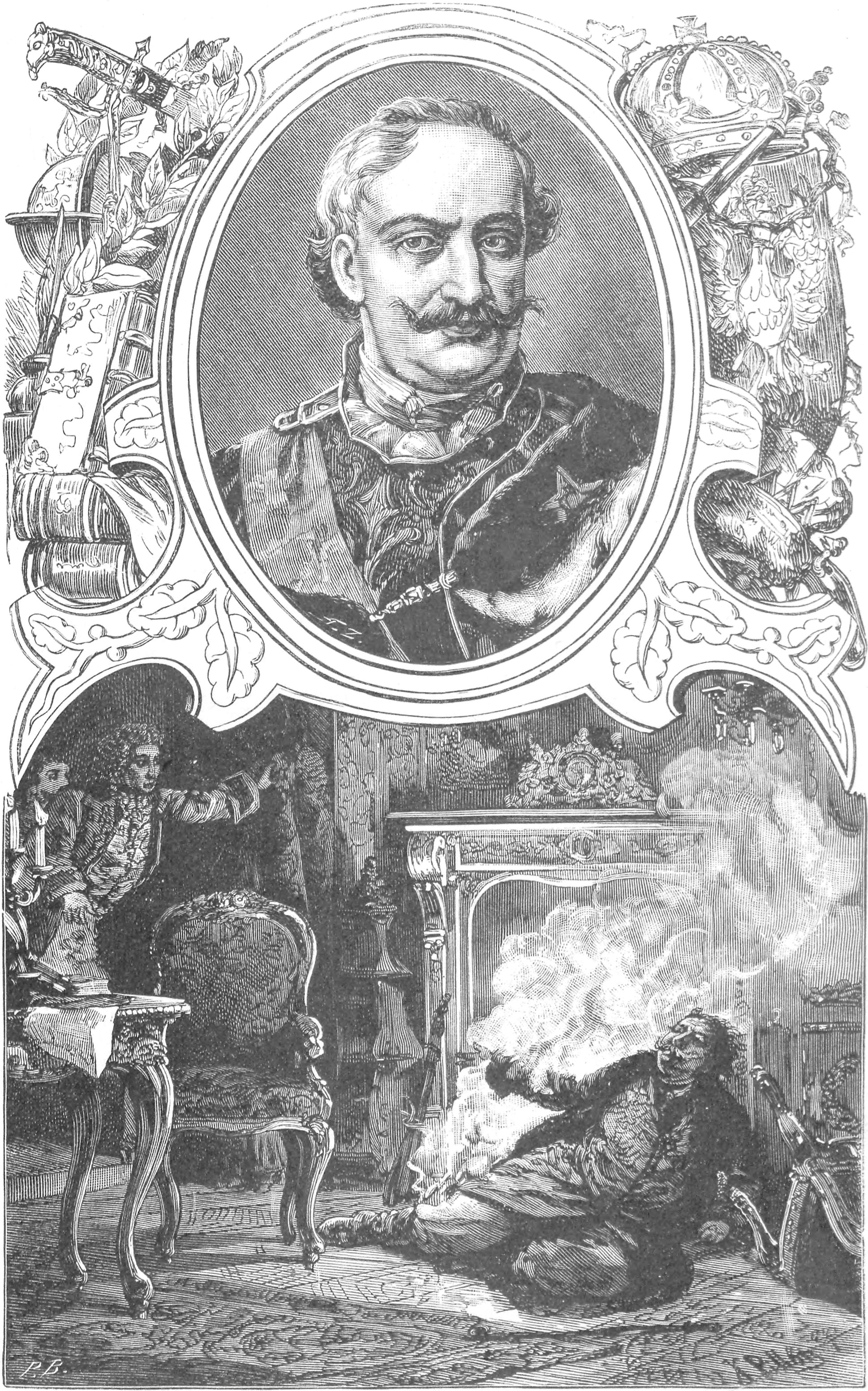
Stanisław Leszczyński
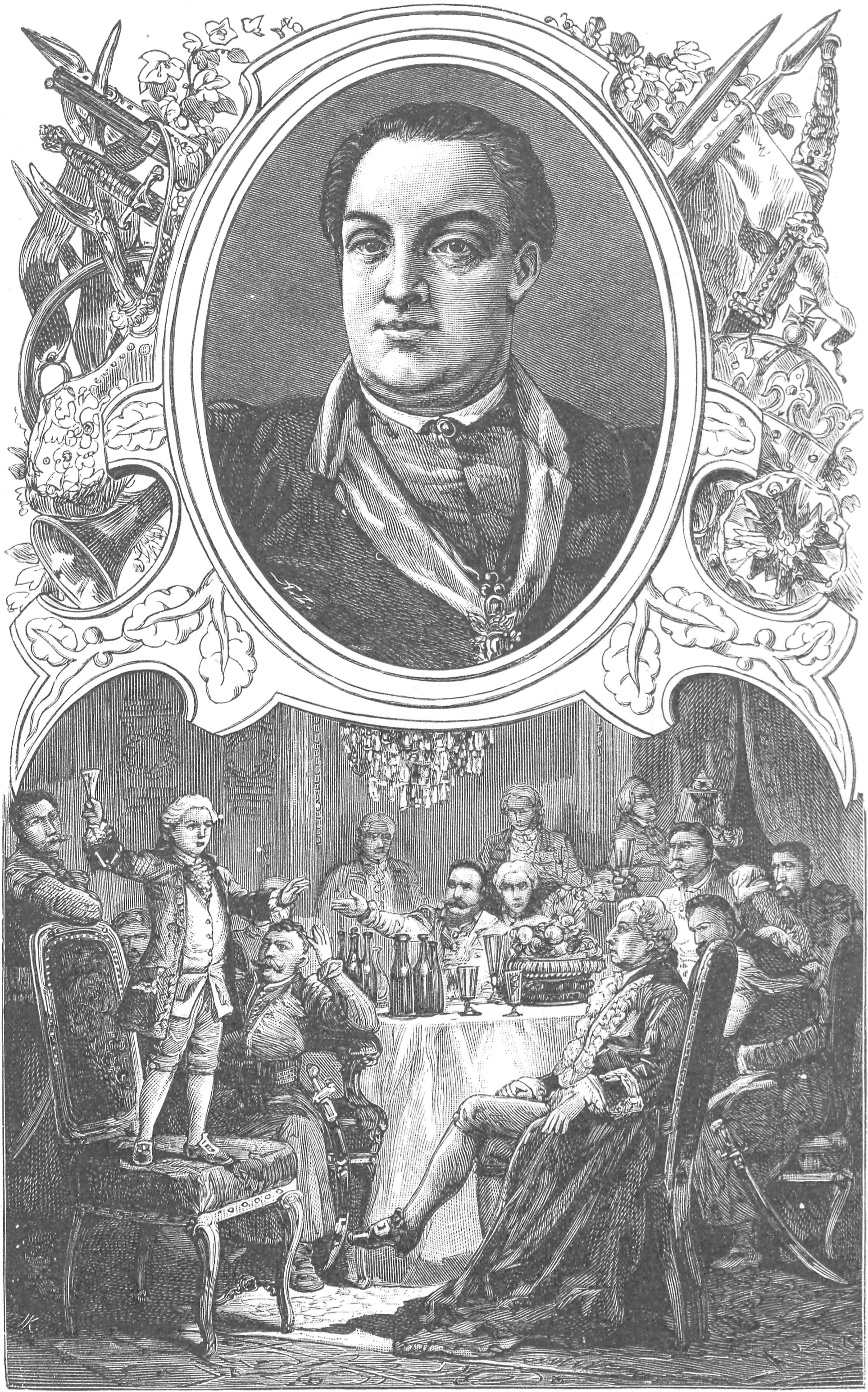
August III Sas
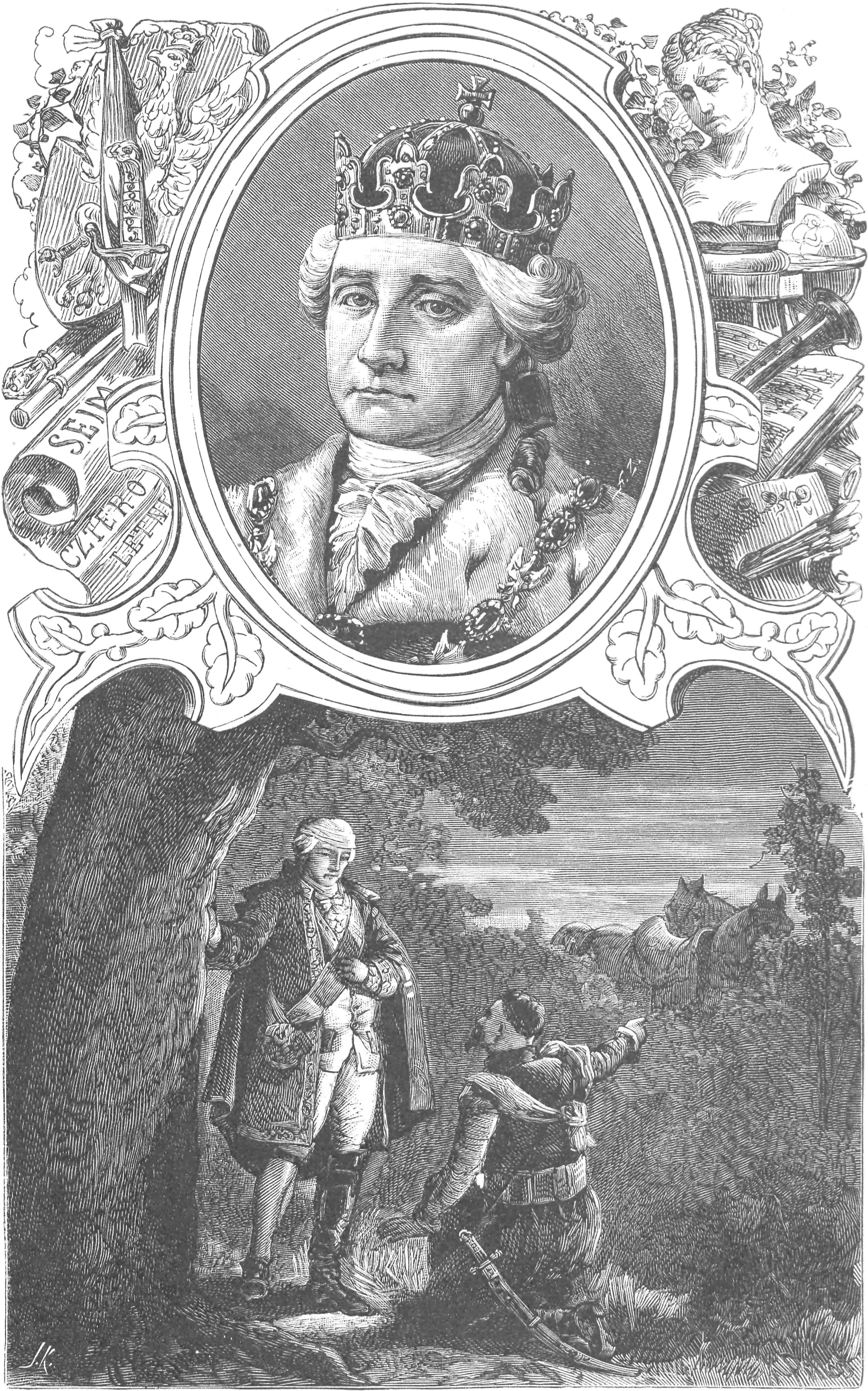
Stanisław II August